# Popis uobičajenih zabluda
Ovo je popis uobičajenih zabluda. Svaki je navod formatiran kao ispravak; same su zablude više implicirane negoli izrečene. Navodi su jezgroviti, ali više pojedinosti može se pronaći u njihovim pripadajućim člancima.

## Umjetnost i kultura

### Hrana i kuhanje
- Često se pogrešno smatra da prženje zadržava vlagu u hrani; to nije slučaj. U usporedbi s jednakom količinom mesa koje se kuha bez prženja, tijekom prženja meso gubi vlagu. U općenitom je smislu prženje mesa korisno jer stvara smeđu koru bogatog okusa zbog Maillardove reakcije.[3][4]
- Nije dokazano da mononatrijev glutaminat (MSG) izaziva pogoršanu migrenu ili ostale simptome takozvanog sindroma kineskog restorana. Iako postoje izvještaji o podskupu populacije osjetljivom na MSG, do takvih simptoma nije došlo tijekom ispitivanja pod kontrolom placeba.[5][6]
- Rok trajanja Twinkies jest otprilike 45 dana[7] (izvorno su trajali 25) – što je mnogo kraće od onog što tvrdi uobičajeni (i pomalo šaljivi) mit da se Twinkiese može jesti više desetljeća.[8] Na policama prodavaonica ostaju uglavnom sedam do deset dana.[9]
- Priče o otrovanim slatkišima i voću su opovrgnute. Ne postoje dokazi o tome da su nepoznate osobe ubijale ili trajno ozlijedile djecu na takav način, kao što nema ni izvješća o tome da su neznanci ozljeđivali djecu otrovanim slatkišima ili jabukama. Izvor takvom strahovanju od otrovanih slatkiša vjerojatno leži u ubojstvu iz 1974. godine kad je otac za Noć vještica svojemu sinu dao slatkiš s cijanidom.[10]
- Uz iznimku određene kvarljive hrane, većinu hrane može se jesti i dugo nakon isteka roka trajanja.[11][12]
- Sjemenke nisu ljuti dio čilija. Zapravo, sjemenke sadrže manju količinu kapsaicina, sastojka koji u sisavaca izaziva osjet ljutine. Najveća koncentracija kapsaicina nalazi se u placentacijskom tkivu na koje su sjemenke pričvršćene.[13]

### Povijest i hrana
- Kolačići sudbine, iako se uglavnom vjeruje da pripadaju kineskoj kuhinji, zapravo su nastali u Japanu; Japanci su ih potom uvezli u SAD.[1] Ti su kolačići vrlo rijetki u Kini, gdje ih se smatra simbolom američke kuhinje.[2]
- Miris trulog mesa u prošlosti se nije prikrivao začinima prije hlađenja. Začini su bili skupa i luksuzna roba; oni koji su si ih mogli priuštiti mogli su nabaviti i dobro meso. Ne postoje suvremeni izvori koji navode da je jedna od svrha začina bila prikrivanje mirisa lošeg mesa.[14][15][16][17]
- Tatarski biftek nisu osmislili mongolski ratnici koji bi smekšavali meso pod sedlom.[18][19][20]
- Šlag nije osmislio François Vatel 1671. u Chantillyju; potvrđeno je da je recept za šlag nastao barem stoljeće ranije u Italiji, ali se naziv crème chantilly pojavio tek u 19. stoljeću.[21]
- Purica ne sadrži velike količine triptofana i ne izaziva pospanost više od ostalih vrsta hrane.[22]
- Katarina de' Medici i njezina svita nisu donijeli talijansku kuhinju na francuski dvor i tako stvorili francusku visoku kuhinju.[23][24][25]

#### Mikrovalne pećnice
- Mikrovalne pećnice ne griju hranu koristeći se posebnom rezonancijom molekula vode u njoj. Princip prema kojem mikrovalna pećnica radi jest dielektrično grijanje, a ne toliko frekvencije na kojima voda rezonira; zbog toga mikrovalne pećnice mogu raditi na više frekvencija. Molekule vode izlažu se intenzivnim elektromagnetskim poljima u snažnim nerezonantnim mikrovalnim pećnicama kako bi nastala toplina. Rezonantna frekvencija izoliranih molekula vode od 22 gigahertza ima prekratku valnu duljinu da bi uobičajen sadržaj hrane probila do korisnih dubina. Uobičajena frekvencija takvih pećnica, koja iznosi 2,45 gigahertza, dijelom je izabrana zbog toga što može prodrijeti u hranu određene veličine, a dijelom je izabrana i kako bi se doskočilo interferenciji s komunikacijskim frekvencijama kad su mikrovalne pećnice postale komercijalno dostupne.[26]
- Mikrovalne pećnice ne kuhaju hranu iznutra prema van. U većini slučajeva mikrovalovi od 2,45 gigahertza u hranu mogu prodrijeti otprilike samo jedan centimetar. Unutarnji dijelovi tvrđe hrane uglavnom grije toplina koju provode vanjski dijelovi.[27][28]

### Zakon, kriminal i vojska
- Rijetko je potrebno čekati 24 sata prije prijave o nečijem nestanku. U slučajevima kad postoji dokaz o nasilju ili o neuobičajenoj odsutnosti, agencije za provedbu zakona u SAD-u često ističu da je važno čim prije započeti istragu.[29] Na internetskoj stranici britanske vlade masnim slovima piše: "Ne morate čekati 24 sata prije kontaktiranja s policijom."[30]
- Nikad nitko nije tvrdio da su Twinkiesi razlog zbog kojeg su ubijeni George Moscone, gradonačelnik San Francisca, i nadzornik Harvey Milk. Tijekom suđenja Danu Whiteu obrana je uspješno argumentirala da White nije dovoljno uračunljiv zbog toga što je patio od teške depresije. Iako je navela to što je jeo Twinkiese kao dokaz te depresije, nikad nije tvrdila da je to uzrok ubojstava. Usprkos tome, ljudi često kažu da su Whiteovi odvjetnici komentirali da ga je jedenje Twinkiesa natjeralo na ubojstva.[31]
- Oružane snage SAD-a od 1980-ih uglavnom su zabranile novačenje kao oblik odgode presude (odnosno, kao mogućnost kojom bi osuđenik izbjegao zatvor). Protokoli ratne mornarice SAD-a nisu naklonjeni takvoj praksi, dok ostala četiri ogranka imaju posebna pravila protiv nje.[32][33]
- Zakoni o zakonitom sredstvu plaćanja u SAD-u ne tvrde da privatne tvrtke, osobe ili organizacije moraju prihvatiti materijalni novac kao oblik plaćanja.[34][35][36]
- Vlada SAD-a ne traži da se policajci predstave kao policajci ako su na tajnome zadatku, a policijski službenici smiju lagati tijekom takvih zadataka.[37] Pojam policijske prevare kao oblik obrane optuženika zapravo se odnosi na to jesu li optuženu osobu prekomjerni pritisak (koji su izazvale npr. prijetnje) ili prevara službi za provedbu zakona natjerali na to da počini zločin koji inače ne bi počinila.[38]
- Broj nasilnih zločina u SAD-u smanjio se između 1993. i 2017. godine. Stopa zločina u tom je razdoblju pala za 49 posto,[39] "no većina Amerikanaca smatra da je broj oružanih razbojstava porastao".[40]
- Prvi amandman Ustava Sjedinjenih Država uglavnom onemogućuje vladi da postavi ograničenja na slobodu vjeroispovijesti, govora, tiska, okupljanja i podnošenje predstavki,[41] no to se ne odnosi na ograničenja fizičkih osoba ili privatnih tvrtki[42] ako ne djeluju u ime vlade.[43] Ostali zakoni privatnim tvrtkama i fizičkim osobama mogu onemogućiti ograničavanje prava na govor.[44]
- Zagovaratelji prava životinja ne žele životinjama dodijeliti ista legalna prava kakva su dodijeljena ljudima, kao što je biračko pravo.[45][46] Smatraju da bi životinje trebale imati prava na to da se njihovi interesi podjednako razmatraju. (Primjerice, hominide ne zanima glasovanje, stoga im nije potrebno biračko pravo. No kako žele živjeti, trebali bi imati pravo na život.)[47][48]
- Mafija i ostale kriminalne organizacije ne služe se cementnim cipelama kako bi utopile svoje žrtve. Tom se metodom koriste u jedinstvenim slučajevima kako bi na dno poslali već mrtve osobe.[49]

### Glazba
- "Edelweiss" nije državna himna Austrije nego originalna skladba skladana za mjuzikl Moje pjesme, moji snovi.[50] Austrijska državna himna jest "Land der Berge, Land am Strome" ("Gorovita zemljo, zemljo na rijeci").[51]
- Phil Collins u svojem hitu "In the Air Tonight" iz 1981. godine nije pjevao o tome da je vidio da se netko utapa i potom se suočio s osobom iz publike koja je to dopustila.[52]
- Melodiju u pjesmama "Twinkle, Twinkle, Little Star", "Pjesmi o abecedi" i "Baa, Baa, Black Sheep" nije skladao Wolfgang Amadeus Mozart kad mu je bilo pet godina; to je već bila popularna narodna francuska melodija koja je postojala desetljećima prije nego što je Mozart skladao serijal varijacija na tu melodiju kad mu je bilo 25 ili 26 godina.[53]
- Wolfgang Amadeus Mozart nije bio Austrijanac. Za Mozartova života Salzburg nije bio dio Nadvojvodstva Austrije nego je bio samostalna država pod imenom Salzburška Nadbiskupija. Salzburg je priključen Austrijskom Carstvu 1805. godine, četrnaest godina nakon Mozartove smrti. K tome, riječ "austrijski" za skladateljeva života odnosila se na prethodno spomenutu Austrijsku Nadbiskupiju, Austrijski okrug ili na Habsburšku Monarhiju, ali nijedna od tih država nije u svojem sastavu imala Salzburg, koji je bio dio Bavarskog okruga.[54][55]
- Od smrti Wolfganga Amadeusa Mozarta pričalo se da ga je otrovao njegov kolega Antonio Salieri. Ta je tvrdnja dokazana kao pogrešna jer znakovi bolesti od koje je Mozart patio nisu upućivali na trovanje.[56] Jedan od čimbenika zbog kojeg zabluda opstaje jest vrlo hvaljeni[57] film Amadeus iz 1984., u kojem Salieri tvrdi da je ubio Mozarta.
- Skladbu za klavir Mariage d'amour Paula de Sennevillea često se pogrešno pripisuje Frédéricu Chopinu, Georgeu Davidsonu ili Richardu Claydermanu, a i pogrešno je nazivaju "Proljetnim valcerom", usprkos tome što djelo nije valcer.[58]
- Minuet u G duru Christiana Petzolda često se pripisuje Johannu Sebastianu Bachu, iako je tijekom 1970-ih otkriveno da je u pitanju stavak iz Petzoldove suite za čembalo. Zabluda potječe iz Notne bilježnice za Annu Magdalenu Bach, knjige notnih zapisa različitih skladatelja u kojoj je pronađen taj minuet.[59][60][61]

### Religija

#### Budizam
- Povijesni Buda nije bio pretio. "Bucmasti Buda" ili "Buda koji se smije" zapravo je Budai, kineski narodni heroj iz 10. stoljeća. U kineskoj budističkoj kulturi Budai je postao poštovan kao inkarnacija Maitreje, bodisatve koji će postati Buda kako bi obnovio budizam nakon što učenja povijesnog Bude, Siddhārthe Gautame, postanu zaboravljena.[62]

#### Židovstvo
- Zabranjeno voće spomenuto u Knjizi postanka nikad se ne identificira s jabukom,[63] što je zabluda koju je često prikazivala zapadnjačka umjetnost. Izvorni tekstovi na hebrejskom spominju samo drvo i plod. Rani latinski prijevodi koriste riječ mali, što može značiti i "zlo" i "jabuka", ovisno o tome je li "a" poimence kratak ili dug, iako je u to vrijeme u latinskom govoru već nestala razlika u duljini samoglasnika. U ranim germanskim jezicima riječ "jabuka" i njezine srodne riječi uglavnom su samo značile "plod". Njemački i francuski umjetnici često su taj plod prikazivali kao jabuku još od 12. stoljeća, a u Areopagitici Johna Miltona iz 1644. eksplicitno se plod navodi kao jabuku.[64] Židovski učenjaci pretpostavili su da bi plod mogao biti grejpfrut, smokva, pšenica, marelica ili etrog.[65]
- Iako je tetoviranje zabranjeno u Levitskom zakoniku, to što netko ima tetovaže ne znači da ne može biti pokopan na židovskom groblju kao što se uobičajeno misli, isto kao što kršenje kakve druge zabrane ne onemogućuje židovu da bude pokopan na židovskome groblju.[66]

#### Kršćanstvo
- Biblija ne tvrdi da su baš tri mudraca posjetila bebu Isusa, da su bili kraljevi, da su jahali na devama i da su njihova imena Gašpar, Melkior i Baltazar. Implicira se da su postojala tri mudraca zbog opisa triju darova, ali znamo jedino da ih je bilo više (barem dva mudraca), možda i više od trojice – vjerojatno su na putu imali pratnju. U umjetničkim prikazima Isusova rođenja od trećeg su stoljeća gotovo uvijek bila tri mudraca.[67] Biblija ističe da gornja granica između Isusova rođenja i posjeta mudraca iznosi dvije godine (Matej 2, 16), a zbog umjetničkih prikaza i bliskosti između tradicionalnih datuma 25. prosinca i 6. siječnja često se vjeruje da se posjet dogodio u isto vrijeme kad i rođenje, no u kasnijim je tradicijama spomenuto da se posjet dogodio i do dvije godine kasnije. Mudrace se povezuje s kraljevima kako bi se posjet povezalo s proročanstvima u Knjizi o Izaiji.[68]

- Tvrdnju da je Marija Magdalena bila prostitutka prije nego što je upoznala Isusa ne možemo pronaći ni u Bibliji ni u bilo kojim drugim ranokršćanskim zapisima. Zabluda je vjerojatno nastala zbog spajanja Marije Magdalene, Marije iz Betanije (koja je Isusu pomazala noge u Ivanu 11, 1 – 12) i neimenovane "grešnice" koja Isusu pomaže noge u Luki 7, 36 – 50.[69]
- Sveti Pavao nije odbacio ime Savao. Rođen je kao Židov s rimskim državljanstvom koje je naslijedio od svoga oca, te je tako od rođenja imao hebrejsko i latinsko ime. Luka spominje supostojanje imena u Djelima apostolskim 13, 9: "...A Savao, koji se zove i Pavao...".[70][71]
- Pojam "bezgrešnog začeća" ne odnosi se na Isusovo djevičansko rođenje niti aludira na vjerovanje u djevičansko rođenje Marije, njegove majke. Zapravo se odnosi na rimokatoličko vjerovanje da je Marija bila bez istočna grijeha od trenutka njezina začeća.[72]
- Rimokatolička dogma ne tvrdi da je papa bez grijeha ili uvijek nepogrešiv.[73] Katolička dogma od 1870. tvrdi da su dogmatska učenja sadržana u otkrivenju koje objavljuje papa (namjerno i pod vrlo određenim uvjetima; uglavnom se to naziva ex cathedra) nepogrešiva, iako se papinu nezabludivost rijetko kad službeno zagovara. Iako većina teologa tvrdi da je papa nepogrešiv pri kanonizaciji,[74] većina nedavnih papa tijekom svojeg pontifikata nisu nijednom istaknuli svoju nezabludivost. Svejedno, dogma tvrdi da nije nepogrešiv čak ni kad govori po službenoj dužnosti.
- Bazilika sv. Petra nije majčinska Crkva rimokatoličke vjeroispovijesti niti je službeno papino sjedište.[75] Te titule pripadaju bazilici sv. Ivana Lateranskog, smještenoj u Rimu izvan Vatikana, ali nad kojom Vatikan ima izvanteritorijalnu nadležnost.[75] Zbog toga bazilika sv. Petra nije katedrala u doslovnom smislu te riječi.[75] Međutim, bazilikom sv. Petra koristi se kao glavnom crkvom za brojne papine uloge.[75]

#### Mormonizam
- Pripadnici Crkve Isusa Krista svetaca posljednjih dana više ne prakticiraju poligamiju.[76][77][78][79] Ta crkva zapravo izopćuje pripadnike koji je prakticiraju.[80] Međutim, neke fundamentalističke mormonske sekte i dalje prakticiraju poligamiju.[81][82]

#### Islam
- Burka je muslimanska odjeća za žene podrijetlom iz središnje Azije koja prekriva cijelo ženino tijelo, glavu i lice, ali i njezine oči, s tim da joj oči prekriva mrežasta tkanina kroz koju može vidjeti. Burkama se često pogrešno naziva ostalu muslimansku odjeću za žene kao što su nikab (koji pokazuje oči) i hidžab (koji prikazuje cijelo lice, ali skriva ostatak tijela i kosu).[83] Iako su burke često svijetloplave ili bijele, nikab je uglavnom crn, a hidžab je veo koji može biti bilo koje boje.
- Fetva je neobvezujuća pravna izjava koju izdaje islamski učenjak pod islamskim zakonom; zbog toga je uobičajeno da se fetve različitih autora ne preklapaju. Uobičajena zabluda[84][85] da taj pojam označava smrtnu presudu vjerojatno proistječe iz fetve iranskog ajatolaha Ruholaha Homeinija iz 1989., u kojoj je istaknuo da autor Salman Rushdie zaslužuje smrtnu kaznu za bogohuljenje. Zbog tog je događaja fetva dobila veliku pažnju zapadnjačkih medija.[86]
- Riječ "džihad" nije uvijek značila "vjerski rat"; doslovan prijevod te arapske riječi glasi "borba". Iako postoji "džihad bil saif", odnosno džihad "korištenjem mača",[87] mnogi suvremeni islamski učenjaci tvrde da se odnosi na duhovnu borbu.[88][89] Učenjak Louay Safi izjavio je da su "zablude i nesporazumi u vezi prirode rata i mira u islamu podjednako prošireni u muslimanskim društvima i na Zapadu", kako nakon napada 11. rujna 2001., tako i prije njih.[90]
- Kuran mučenicima ne obećava 72 djevice u raju. Spominje da će sve ljude, bilo da su mučenici ili ne, u raju pratiti hurije, no ne spominje se točan broj. Izvor za 72 djevice je hadis u Tirmizijevoj zbirci Tirmizijin Sunen.[91][92] Hadisi su izjave i djela proroka Muhameda prema riječima drugih ljudi i zbog toga nisu dio samog Kurana. Muslimani ne moraju nužno vjerovati u istinitost svih hadisa, a pogotovo ne u one koje imaju premalo izvora, kao što je upravo taj.[93] K tome, raspravlja se o ispravnom prijevodu tog hadisa.[91] Međutim, u istoj se zbirci idući hadis smatra vjerodostojnim (hasan sahih): "Alah ima šest stvari za mučenika: oprošteno je prvo prolijevanje krvi (koje on pretrpi), prikazano mu je njegovo mjesto u raju, zaštićen je od kazne u grobu, osiguran od najvećeg terora, kruna dostojanstva stavljena je na njegovu glavu – a njezini dragulji bolji su od svijeta i onoga što je u njemu – oženjen je sa sedamdeset dvije supruge uz Al-Huril-Ayn od raja i može posredovati za sedamdeset njegovih bliskih srodnika."[94]

### Sport
- Abner Doubleday nije osmislio bejzbol niti je bejzbol podrijetlom iz Cooperstowna u saveznoj državi New York. Smatra se da je proizašao iz ostalih igara s palicom i loptom kao što su kriket i rounders, a prva je moderna inačica igre odigrana u New York Cityju.[95][96]
- Crni pojas u borilačkim sportovima ne znači nužno da je osoba vrhunski borilac. Predstavljen je u džudu tijekom 1880-ih kako bi označio sposobnost u svim osnovnim tehnikama sporta. U različitim je borilačkim sportovima razina nakon prvog crnog pojasa različita. U džudu i nekim ostalim azijskim borilačkim vještinama borioci viših razina nose crvene i bijele pojaseve, dok najvještiji borioci nose jarkocrvene pojaseve.[97] Pojasevi u drugim borilačkim vještinama imaju određen broj zlatnih pruga koje označavaju razinu vještine onih koji ih nose.
- Trokutaste zastave u nogometu nisu rezervirane samo za one momčadi koje su u prošlosti osvojile FA kup usprkos tome što se naširoko vjeruje u suprotno;[98] takvo je vjerovanje nadahnulo scenu u filmu Grad blizanaca. Pravila Engleskog nogometnog saveza ne govore o tome, a odluku o tome kakvog oblika treba biti zastava često donose održavatelji terena određenog kluba.[99]
- Indija se nije povukla iz Svjetskog prvenstva u nogometu 1950. godine zato što je njezina momčad igrala bosih nogu, što je protivno FIFA-inim pravilima.[100] Indija se zapravo povukla zato što državno upravljačko tijelo, Sveindijski nogometni savez (AIFF), nije bilo dovoljno pripremljeno za sudjelovanje u prvenstvu i navelo je nekoliko razloga za povlačenje, među kojima su i nedostatak novca i prioritetnost Olimpijskih igara.[101] Međutim, taj se mit često spominje u Indiji i šire kao činjenicu (pogotovo za vrijeme Svjetskih prvenstava).[102][103] Sam je AIFF vjerojatno izvor tog mita.[101]

### Riječi, fraze i jezici
- Za nestandardne riječi, sleng ili kolokvijalne riječi kojima se koriste govornici engleskoga jezika nekad se tvrdi da nisu stvarne riječi usprkos tome što se pojavljuju u mnogobrojnim rječnicima. Sve su riječi u engleskome jeziku prihvaćene na temelju toga što ih određeno vrijeme koristi određeni broj ljudi; zbog toga postoji mnogo nestandardnih riječi koje se ne smatra dijelom standardnog jezika ili ih se smatra neprikladnim u službenoj komunikaciji, ali da to nisu riječi je zabluda.[104][105] Među nekim riječima za koje se katkad tvrdi da nisu riječi nalaze se "irregardless",[106][107] "conversate", "funnest",[108] "mentee", "impactful" i "thusly",[109] a svaka od njih nalazi se u brojnim rječnicima kao riječ u engleskom jeziku.[110]
- Riječ "fuck" ("jebote", "jebati") nije nastala u kršćanskoj anglosaksonskoj Engleskoj u sedmom stoljeću kao pokrata za "Fornication Under Consent of King" ("Bludnost uz kraljev pristanak"), niti je nastala kao pokrata za frazu "For Unlawful Carnal Knowledge" ("Za nezakonito spolno općenje") kao znak koji se postavljao iznad preljubnika čije su noge bile u kladama ili kao optužnica protiv članova Oružanih snaga Ujedinjenog Kraljevstva, a nije nastala niti u 15. stoljeću tijekom Bitke kod Agincourta kao iskrivljeni oblik fraze "pluck yew" ("uzmi tisu") (idioma za korištenje dugog luka koji se pogrešno pripisuje Englezima).[111] Modernim engleskim jezikom nije se govorilo do 16. stoljeća, a riječi kao što su "fornication" ("blud") i "consent" ("pristanak") nisu postojale ni u kojoj varijanti engleskog jezika sve do utjecaja anglonormanskog jezika krajem 12. stoljeća. Najranije potvrđeno korištenje riječi "fuck" u engleskom jeziku datira iz 1475. godine, u pjesmi "Flen flyys", gdje je napisana kao fuccant (ondje se konjugira kao latinski glagol i znači "oni se jebu"). Pragermanskog je podrijetla i povezana je ili s nizozemskom riječju fokken i njemačkom ficken ili s norveškom riječju fukka.[112]
- Riječ "crap" ("govno") nije nastala regresivnom derivacijom prezimena britanskog vodoinstalatera Thomasa Crappera niti je njegovo prezime proizašlo iz riječi "crap", iako je vjerojatno populariziralo tu riječ.[113] Prezime "Crapper" inačica je prezimena "Cropper", koje se izvorno odnosilo na nekoga tko ubire usjev.[114][115] Sama riječ "crap" podrijetlo vuče iz srednjovjekovne latinske riječi crappa, koja znači "pljeva".[116]
- Izraz "rule of thumb" (doslovno "pravilo palca") nije potekao iz zakona koji je omogućio muškarcu da udara svoju ženu štapom ne debljem od njegova palca. Također, ne postoje dokazi da je takav zakon ikad postojao.[117] Pravo podrijetlo te fraze i dalje nije poznato, ali lažna se etimologija naširoko pojavljivala u medijima kao što su The Washington Post (1989.), CNN (1993.) i Time (1983.).[118]
- Riječ "gringo" kao izraz za nekoga tko nije stanovnik Latinske Amerike nije nastala tijekom Američko-meksičkog rata (1846. – 1848.), Venezuelanskog rata za nezavisnost (1811. – 1823), Meksičke revolucije (1910. – 1920.) ili u vrijeme divljeg zapada (1865. – 1899.) kao iskrivljena inačica engleskog stiha "green grow" ("zeleno rastu") u pjesmi "Green Grow the Lilacs" (irskoj narodnoj pjesmi) ili "Green Grow the Rushes, O" (engleskoj narodnoj pjesmi) koju su pjevali američki vojnici i kauboji;[119] nije ni nastala tijekom tih vremena kao iskrivljena inačica fraze "Green, go home!" ("Zeleni, vratite se kući!"), za koju se pogrešno tvrdi da ju se uzvikivalo američkim trupama odjevenim u zelenu boju.[120] Riječ je u početku samo značila "stranac" i vjerojatno je iskrivljeni oblik španjolske riječi griego za 'grčki' (nalik idiomu "It's Greek to me" (doslovno "To mi je grčki", u hrvatskom "to mi je špansko selo", "nepoznato mi je")).[121]
"Xmas" uz sliku modernog Djeda Božićnjaka na božićnoj razglednici iz 1910. godine
- Italofobni izraz wop nije nastao kao pokrata za "without papers" ("bez papira") ili "without passport" ("bez putovnice") kao što se uglavnom misli;[122][123][123][124] zapravo je nastao iz izraza guappo (u prijevodu lopov) i koristilo ga se već 1908.,[125][126] prije modernih zakona o imigraciji.[127]
- Wetback, etnička uvreda za nelegalne meksičke imigrante u SAD-u, nema nikakve veze s poslovima na farmi koji potiču znojenje ili s bilo kakvom drugom aktivnosti nakon migracije. Zapravo se odnosi na posljedice imigracije, prelazak preko rijeke Rio Grande, zbog čega leđa postaju mokra ("wet back").[128]
- "420" ne vuče podrijetlo iz losanđeleske policijske šifre ili šifre kriminalnog zakonika za uživanje marihuane.[129] U Kaliforniji policijska šifra 420 znači "nemiri maloljetnika",[130] a točka 420 kriminalnog zakonika u Kaliforniji zabranjuje blokiranje pristupa javnom zemljištu.[129][131] Taj se broj u tom smislu počeo koristiti 1971. godine u Srednjoj školi u San Rafaelu; ondje je označavao vrijeme, 16 sati i 20 minuta, kad bi učenici izašli iz škole i pušili.[129]
- "Xmas" nije nastao kao sekularizacijski plan da se "Krista makne iz Božića".[132] X u ovom slučaju označava grčko slovo hi, početno slovo riječi Χριστός (Hristos), odnosno "Krist" na grčkom jeziku.[133] Korištenje riječi "Xmas" u engleskom jeziku može se pronaći već u godini 1021., kad su redovnici u Velikoj Britaniji koristili X umjesto riječi "Christ" radi abrevijature dok bi transkribirali klasične rukopise u staroengleski jezik.[132] Oxfordski rječnik engleskog jezika tvrdi da je "riječ 'Xmas' umjesto riječi 'Christmas' prvi put zabilježena 1551."[134]
- Izgovor koronalnih frikativa u španjolskomu jeziku nije nastao kao imitiranje govora kralja koji šuška. Samo je za jednog španjolskog kralja, Pedra I. od Kastilje, potvrđeno da je tako govorio, a trenutačni je izgovor nastao dva stoljeća poslije njegove smrti.[135]
- Automobil marke Chevrolet Nova imao je uspješnu prodaju na latinskoameričkom tržištu; General Motors nije morao preimenovati automobil. Iako fraza "no va" na španjolskom doista znači "ne ide", značenje riječi "nova" jest "nov"; vozači u Meksiku i Venezueli, gdje je prvi put prodavan, objeručke su ga kupovali. Usprkos suprotnim navodima nije bilo potrebe za time da se promijeni ime tog modela.[136][137][138]
- Znakovni jezici nisu isti diljem svijeta. Izuzmemo li pidžinske međunarodne znakove, svaka država ima svoj vlastiti znakovni jezik, a neke imaju i više od jednog (iako postoje značajne sličnosti među svim znakovnim jezicima).[139][140][141]
- Eskimska plemena kao što su Inuiti i Aleuti nemaju neproporcionalan broj riječi za snijeg u svojim jezicima. Taj je mit potekao iz pogrešnog shvaćanja izvorne izjave Franza Boasa da Eskimi imaju različite riječi za različite koncepte vezane za snijeg; Boas je izjavio da je jednak slučaj u engleskom jeziku.[142][143]
- Član "the" u staroengleskom i srednjoengleskom jeziku nikad se nije pisao "ye" niti izgovarao "jej".[144] Zbrku je stvorila uobičajena fraza "ye olde", koja je nastala korištenjem slova thorn (þ) radi skraćivanja riječi "the"; to je slovo u srednjoengleskoj gotici () sličilo slovu y s eksponentom e.[145]

## Povijest

### Drevna
- Starogrčki kipovi izvorno su obojeni jarkim bojama; danas se doimaju bijelima jer su izvorni pigmenti izblijedjeli. Neki dobro očuvani kipovi i dalje sadrže tragove svojih izvornih boja.[146][147][148]
- Stari Grci nisu koristili riječ "idiot" kako bi ponizili one koji nisu sudjelovali u građanskom životu ili nisu glasovali. Riječ ἰδιώτης odnosila se na običnog građanina kako bi ga razlikovala od državnog službenika. Kasnije je ta riječ počela opisivati bilo kakvog nestručnjaka ili laika, zatim neuku osobu ili neznalicu, a mnogo kasnije počela je značiti glupu ili mentalno zaostalu osobu.[149]
- Povraćanje nije bilo uobičajeno tijekom rimskih večera.[150] U antičkom Rimu postojao je vomitorij, koji se koristio kao ulaz kroz koji su gomile ljudi ulazile u arenu i izlazile iz nje; nije to bila posebna soba u kojoj bi ljudi povraćali hranu tijekom obroka.[151]
- Grčku filozofkinju Hipatiju iz Aleksandrije razljućena gomila kršćanskih redovnika 415. godine nije ubila zbog njezinih vjerskih uvjerenja; razlog njezine smrti bila je njezina umiješanost u političkom sukobu između njezinog bliskog prijatelja i studenta Oresta, rimskog prefekta za Aleksandriju, i biskupa Ćirila.[152][153] Njezina smrt također nema nikakve veze s uništenjem Aleksandrijske knjižnice,[154] koja je vrlo vjerojatno prestala postojati nekoliko stoljeća prije njezina rođenja.[154]

### Srednji vijek i renesansa
- Istina je da je suvremeno očekivano trajanje života prilično visoko u usporedbi s onim u srednjem vijeku ili ranije;[155] međutim, "očekivano trajanje života" često se pogrešno miješa s prosječnom dobi koju bi odrasla osoba mogla doživjeti. Ta zbrka mogla bi dovesti do uvjerenja da odrasla osoba ne može nadživjeti uobičajeno očekivano trajanje života, iako statistika sugerira da bi odrasla osoba koja je izbjegla mnoge uzroke smrti već kao adolescent trebala nadživjeti prosječno očekivano trajanje života koje se računa od rođenja.[156] Prognoze koje se usredotočuju na dob, pogotovo na očekivano trajanje života nakon djetinjstva, mogu biti prilično različite od očekivanog trajanja života pri rođenju, pogotovo u predindustrijskim vremenima.[156]
- Ne postoje dokazi o tome da su Vikinzi na svojim kacigama imali rogove.[157] Zapravo, ideja Vikinga koji nose rogate kacige potječe iz scenografije za operni ciklus Prsten Nibelunga Richarda Wagnera iz 1876. godine.[158]
- Vikinzi nisu pili iz lubanja pobijeđenih neprijatelja. Ta je ideja utemeljena na pogrešnom prijevodu skaldske pjesničke tvorevine ór bjúgviðum hausa (grane lubanja) koja se odnosi na rogove za piće.[159]
- Vikinzi nisu Island nazvali "Island" kako bi obeshrabrili ljude u naseljavanju tog otoka. I Nadod i Hrafna-Flóki Vilgerðarson vidjeli su snijeg i led na otoku kad su ondje otputovali, zbog čega je otok dobio ime.[160] Grenland, s druge strane, dobio je ime u nadi da će privući doseljenike.[161][162][163]
- Kralj Knut Veliki nije zapovjedio plimi da se zaustavi jer je bio arogantan.[164] Njegova namjera, ako se taj događaj uopće dogodio, vrlo je vjerojatno bila dokazati članovima svojeg tajnog vijeća da nijedan čovjek nije svemoćan i da se svi moramo pokoriti silama koje su izvan naše kontrole – kao što je plima.
- Ne postoje dokazi da su se željezne djevice koristile za mučenje ili da su čak bile izumljene u srednjem vijeku. Sastavljene su u 18. stoljeću od više artefakata pronađenih u muzejima u pokušaju stvaranja upečatljivih predmeta za javne izložbe.[165]
- Metalni oklopi europskih vitezova nisu ih sprečavali u kretanju niti im je bilo potrebno da ih dizalica posjedne u sedlo. Uglavnom bi se borili stojećke, a mogli su se popeti na konja i sići s njega bez pomoći. Zapravo, vitezovi u potpunom oklopu bili su pokretniji od onih koji su nosili lančani oklop – takvi su oklopi teži i zbog svoje savitljivosti potrebno im je podstavljati tvrde materijale.[166] Ipak, istina je da je oklop tijekom viteških natjecanja krajem srednjeg vijeka bio dosta teži od onog koji se koristio u ratovanju,[167] što je vjerojatno dovelo do takve zablude.
- Suvremeni povjesničari ne slažu se oko toga jesu li pojasevi nevinosti, sprave zbog kojih žene nisu mogle stupati u seksualne odnose, izmišljeni u srednjemu vijeku. Za većinu postojećih pojaseva nevinosti danas se smatra da su lažnjaci ili sprave nastale radi sprečavanja samozadovoljavanja, kao i da su nastali u 19. stoljeću ili početkom 20. stoljeća. Takve potonje spomenute sprave nastale su zbog uvjerenja da samozadovoljavanje vodi u ludilo; uglavnom su ih kupovali roditelji za svoju djecu tinejdžerske dobi.[168]

- Srednjovjekovni Europljani nisu vjerovali da je Zemlja ravna ploča. Učenjaci su znali da je Zemlja okrugla barem od 500. godine pr. Kr.[169] Taj su mit osmislili protestanti u 17. stoljeću kako bi kritizirali nauk Katoličke Crkve.[170]

- Kristofor Kolumbo nije teško dobio podršku za svoja putovanja zbog vjerovanja u to da je Zemlja ravna ploča nego zbog ozbiljnih sumnji da bi istočna Indija mogla biti dalje nego što je mislio. Zapravo, Kolumbo je uvelike podcijenio duljinu Zemljina opsega zbog dvije pogreške pri računanju. On i sva njegova posada umrli bi od gladi, žeđi ili skorbuta da nisu slučajno naišli na karipske otoke koji se nalaze u blizini obale Sjeverne Amerike. Mit da je Kolumbo otkrio da je Zemlja okrugla popularizirali su autori poput Washingtona Irvinga, koji je o tome pisao u knjizi Povijest života i putovanja Kristofora Kolumba.

- Kristofor Kolumbo nije prvi Europljanin koji je posjetio američki kontinent:[177][178] Leif Ericsson, a vjerojatno i ostali Vikinzi prije njega, istraživali su Vinland, mjesto koje je ili otok Newfoundland (dio današnje Kanade) ili Newfoundland s dijelovima sjevernoameričkog kontinenta. Ruševine u L'Anse aux Meadowsu dokazuju da se na Newfoundlandu nalazila barem jedna vikinška naseobina, što potvrđuje priču Sage o Eriku Crvenom. Kolumbo također nikad nije došao do kopna koje danas zauzimaju Sjedinjene Američke Države; tijekom svojih je četiriju putovanja, među kojima je i dolazak 12. listopada 1492. (datum na koji se slavi Kolumbov dan), uglavnom istraživao karipske otoke koji su danas u posjedu nezavisnih država.
- Meksici iz Astečkog carstva nisu pomislili da su Hernán Cortés i njegova posada bogovi tijekom Cortésova osvajanja tog carstva. Taj je mit izmislio Francisco López de Gómara, koji nikad nije posjetio Meksiko i koji je izmislio mit dok je radio za umirovljenog Cortésa u Španjolskoj nekoliko godina nakon osvajanja.[179]
- Marko Polo nije uvezao tjesteninu u Europu iz Kine,[180] što je zabluda koju je predstavio Macaroni Journal, časopis udruženja prehrambenih industrija, s ciljem reklamiranja tjestenine u SAD-u.[181] Marko Polo u svojim Putovanjima opisuje hranu nalik "lazanjama", ali se koristi izrazom koji mu je već poznat. Tvrdu pšenicu, odnosno tjesteninu kakvu danas poznajemo, u Europu su uvezli Arapi iz Libije tijekom osvajanja Sicilije krajem 9. stoljeća,[182] što se zbilo četiri stoljeća prije Polovih putovanja u Kinu.
- Inkvizicija nije zahtijevala vjeru u geocentrični sustav umjesto u heliocentrični sustav jer je tako tvrdila Biblija. U to je vrijeme već prevladao Tychov sustav, a tad nije dokazano da je pogrešan jer zvjezdana paralaksa nije proučavana do 19. stoljeća. Zapravo je najveći čimbenik u odgađanju podrške Kopernikovom sustavu bila činjenica da je većinu dokaza za heliocentrični sustav već primjereno objasnio Tychov sustav.[183]

### Rana suvremena povijest
- Usprkos popularnoj slici puritanskih doseljenika rani doseljenici Kolonije Plymouth u Sjevernoj Americi uglavnom nisu nosili isključivo crnu odjeću, a njihovi su šeširi bili manji i okrugliji od onih koji se često prikazuju, koji su visoki i s kopčama. Njihov način odijevanja utemeljen je na modi kasnog Elizabetanskoga doba: nosili su dublete, kožne kaputiće i nabrane ovratnike. I muškarci i žene nosili su istu vrstu cipela, čarapa, ogrtača, kaputa i šešira, i to u bojama kao što su crvena, žuta, ljubičasta i zelena.[184] Prema Jamesu W. Bakeru, povjesničaru Plimoth Plantationa, tradicionalna je predodžba nastala u 19. stoljeću kad su kopče bile oznaka staromodnosti.[185][186] (Zapravo su puritanci, koji su se u to vrijeme naselili u Massachusetts, često nosili posve crnu odjeću.)[187]
- Optuženici tijekom suđenja vješticama iz Salema u Sjevernoj Americi nisu spaljivani na lomači; petnaestero ih je umrlo u zatvoru, devetnaest je obješeno, a jedna je osoba nasmrt zgnječena.[188][189]
- Marija Antoaneta nije rekla "neka jedu kolače" kad je čula da francuski seljaci umiru od gladi zbog manjka kruha. Ta je fraza prvi put objavljena u Rousseauovim Ispovijestima kad je Mariji bilo samo devet godina; većina učenjaka smatra da ju je ili osmislio sam Rousseau ili da ju je izjavila Marija Terezija Španjolska, supruga Luja XIV. Međutim, Rousseau odnosno Marija Terezija nisu se koristili točno tim riječima, već frazom Qu'ils mangent de la brioche, "Neka jedu brioše" (slatki kruh). Marija Antoaneta nije bila popularna među svojim podanicima; zbog toga joj mnogi pripisuju rečenicu "neka jedu kolače" – kako bi održali njezinu reputaciju surovosti i odijeljenosti od njezinih podanika.[190]
- George Washington nije imao drvene zube. Njegovo je zubalo načinjeno od zlata, nosorogove bjelokosti, olova, životinjskih zuba (među kojima su zubi konja i magarca),[191] a vjerojatno i ljudskih zuba kupljenih od robova.[192]
- Američka deklaracija o neovisnosti nije potpisana 4. srpnja 1776. godine. Nakon što je 2. srpnja Drugi Kontinentalni kongres glasao u korist objave neovisnosti, konačni je sastav dokumenta odobren 4. srpnja, a tiskan je i podijeljen 4. i 5. srpnja.[193] Međutim, samo se potpisivanje tog dokumenta dogodilo 2. kolovoza 1776. godine.[194]
- Benjamin Franklin nije predložio da bi divlji puran trebao biti simbol Sjedinjenih Država umjesto bjeloglavog orla. Iako je bio u povjerenstvu koje je namjeravalo dizajnirati pečat nakon Američke deklaracije o neovisnosti, zapravo je predložio sliku Mojsija. Njegovo protivljenje korištenju orla za nacionalni simbol i preferiranje purana spomenuto je 1784. u pismu njegovoj kćeri, u kojem je raspravljao o tome što se Društvo Cincinnatija koristilo orlom; nikad to nije izjavio javno.[195][196]
- Benjamin Banneker nije se prisjetio plana za izgradnju grada Washingtona, D.C. Pierrea Charlesa L'Enfanta niti ga je ponovno oblikovao, nije pomagao u planiranju i mjerenju tog grada, nije postavio kamene međaše za izvorni Kolumbijski distrikt, nije napisao jedan od prvih almanaha u SAD-u, nije izmislio sat niti je među prvima proučavao periodične cvrčke.
- Nikad nije postojao prijedlog zakona da njemački postane službeni jezik Sjedinjenih Država koji je odbačen jednim glasom u Zastupničkom domu Sjedinjenih Država niti je takav zakon ikad predložen na državnoj razini. Godine 1794. grupa njemačkih imigranata podnijela je peticiju kojom je tražila da vlada određene zakone prevede na njemački, no prijedlog nije uvažen jer su 42 osobe glasale protiv, a 41 osoba glasala je za. Taj je događaj poslužio kao predložak za legendu o Muhlenbergu, nazvanu po Fredericku Muhlenbergu, tadašnjem predsjedniku Zastupničkog doma njemačkog podrijetla, koji je odbio glasati.[197][198][199]

### Suvremena povijest
- Napoleon Bonaparte nije bio kratkoga rasta. Zapravo je za svoga života bio malo viši od prosječnog Francuza.[200][201] Nakon njegove smrti 1821. godine izmjereno je da je u francuskim stopama visok 5 stopa i 2 inča, odnosno 170 cm.[202][203] Nadimak le Petit Caporal (Mali Kaplar) koristio se od milja.[204] Napoleona je često pratio pripadnik njegove carske garde, kojeg se često biralo na temelju njegove visine[205] – zbog čega se moglo vjerovati da je u usporedbi s njime bio nižega rasta.
- Cinco de Mayo nije datum na koji se slavi Dan neovisnosti Meksika nego pobjeda meksičke vojske nad francuskom u Bitci kod Pueble 5. svibnja 1862. Meksičku neovisnost od Španjolske koja je započela Meksičkom deklaracijom neovisnosti 1810. godine slavi se 16. rujna.[206][207]
- Javnost i mediji u SAD-u uglavnom su bili naklonjeni kupnji Aljaske. Zapravo je manji broj ljudi smatrao da je kupnja besmislena.[208][209][210][211][212]
- Kaubojski šeširi u početku nisu bili popularni na divljem zapadu; uglavnom su se nosili polucilindri.[213] Nekoliko godina nakon Američkog građanskog rata tvrtka Stetson uvelike je reklamirala model šešira "Boss of the Plains", što je uvelike doprinijelo popularnosti kaubojskog šešira, no njegov karakterističan udubljeni obod nije postao uobičajen sve do kraja 19. stoljeća.[214]
- Iako ju se često spominje u popularnoj kulturi[215][216] i društvu općenito,[217][218][219] ideja da su doktori iz Viktorijanskog doba izumili vibrator kako bi izliječili žensku 'histeriju' izazivanjem orgazma proizvod je jednog rada[220] kojemu većina povjesničara odbacuje vjerodostojnost.[215][219][221]
- Veliki požar u Chicagu 1871. godine nije izazvala krava Catherine O'Leary tako što je prevrnula petrolejku. Novinar je izmislio tu priču da bi potaknuo veću prodaju novina, a kasnije je to i priznao.[222]
- Tvrdnja da je Frederic Remington tijekom zadatka na Kubi 1897. godine Williamu Randolphu Hearstu telegrafom poslao poruku "Neće biti rata. Želim se vratiti" i da mu je Hearst odgovorio "Molim te, ostani. Ti nas opskrbi slikama, a ja ću nas opskrbiti ratom" nije dokazana. Ta se anegdota izvorno pojavila u knjizi Jamesa Creelmana, no ne postoje dokazi da su razmijenili takve poruke, kao ni vjerodostojniji dokazi da nisu.[223][224]
- Prezimena imigranata nisu amerikanizirana (samovoljno, slučajno ili kako drugačije) tijekom doseljenja na otok Ellis. Tamošnji službenici nisu vodili evidenciju ni o čemu osim o brodskim tovarnim listovima napisanim u mjestu polaska; nisu postojali papiri koji bi doveli do takva učinka, a kamoli kakav zakon. U to je vrijeme u New Yorku svatko mogao promijeniti svoje ime tako što bi se koristio novim slovkanjem.[225] Takva su imena poznata pod izrazom "Ellis Island Special".
- Uobičajenu sliku Djeda Božićnjaka kao veselog starca odjevenog u crveno nije stvorila tvrtka The Coca-Cola Company kao reklamni trik. Iako je tijekom povijesti bio različitih karakteristika i boje odjeće, u popularnoj je kulturi Djed Božićnjak u to vrijeme već bio oblikovan i često se pojavljivao u reklamama mnogih tvrtki i masovnih medija u vrijeme kad se Coca-Cola počela koristiti njegovom slikom 1930-ih godina.[226]
- Talijanski diktator Benito Mussolini nije "natjerao vlakove da budu točni". Veći dio popravaka dovršen je prije nego što su Mussolini i fašisti 1922. došli na vlast. Izvješća iz toga doba također tvrde da je legendarna točnost talijanskih vlakova bila više propaganda nego stvarnost.[227]
- Wellesova radijska adaptacija romana Rat svjetova H. G. Wellsa nije izazvala paniku diljem SAD-u 1938. godine. Samo ju je manji broj slušatelja radija slušao, a izolirana izvješća o raštrkanim incidentima i češćem nazivanju hitnih službi idući su dan napuhale novine, koje su željele diskreditirati radio jer nisu htjele imati reklamnu konkurenciju. I Welles i CBS, koji su se u početku ispričavali, poslije su shvatili da im mit koristi i u kasnijim su ga godina prigrlili.[228][229]
- Nema dokaza da je poljska konjica hrabro, ali uzaludno napala njemačke tenkove koristeći se kopljima i mačevima tijekom njemačke invazije na Poljsku 1939. godine. Tu je priču vjerojatno nadahnula njemačka propaganda nakon Bitke kod Krojantyja, tijekom koje je poljska konjička brigada iznenadila njemačko pješaštvo na otvorenom, uspješno ga napala i rastjerala ga, a kasnije su ju otjerala oklopna kola. Iako je poljska konjica i dalje nosila sablje za takve prilike, zapravo je bila naučena na borbu na nogama (draguni), a koristila se laganim protutenkovskim oružjem.[230][231]
- Tijekom nacističke okupacije Danske u vrijeme Drugog svjetskog rata kralj Kristijan X. nije nacistima otežao identifikaciju Židova tako što je sam nosio žutu zvijezdu. Danski Židovi nikad nisu morali nositi Davidovu zvijezdu. Danski pokret otpora pomogao je većem broju Židova da napusti zemlju prije završetka rata.[232]

- Albert Einstein nije pao matematiku (nikad nije "pao na ispitu iz matematike"). Kad je ugledao kolumnu koja je tvrdila da jest, Einstein je izjavio: "Nikad nisam pao matematiku... Prije nego što sam napunio 15 godina, ovladao sam diferencijalnim računima i integralima."[233][234] Međutim, Einstein 1895. nije položio prvi prijemni ispit švicarskog Federalnog instituta za tehnologiju (ETH), kad je bio dvije godine mlađi od svojih kolega studenata, ali je postigao iznimno dobre rezultate u matematičkim i znanstvenim zadacima; položio je ispit iz drugog pokušaja.[235]
- Glumac Ronald Reagan nikad nije razmatran za ulogu Ricka Blainea u filmu Casablanca iz 1942. godine, lik koji je na koncu glumio Humphrey Bogart. To je mišljenje potaknula rana studijska izjava za tisak u kojoj su navedeni detalji o produkciji – ondje se pojavilo i njegovo ime kako bi se potaknulo zanimanje za film. Međutim, kad je film objavljen, Warner Bros. znao da je da Reagan neko vrijeme neće moći glumiti jer više nije mogao odgađati služenje vojnoga roka.[236] Studijski zapisi pokazuju da je producent Hal B. Wallis oduvijek želio da Bogart bude u glavnoj ulozi.[237][238]
- Američki senator George Smathers nikad nije seoskoj publici održao govor u kojem je svojeg protivnika, Claudea Peppera, opisao "ekstrovertiranim" ("extrovert") i izjavio da je njegova sestra "glumica" ("thespian") u nadi da će publika pomiješati te riječi s onima koje zvuče slično – "perverznim" ("pervert") i "lezbijka" ("lesbian"). Časopis Time, koji se katkad navodi kao izvor za tu tvrdnju, tu je priču o navodnom govoru opisao kao tadašnju "lovačku priču"[239] i dodao da nijedne floridske novine nisu izvijestile o takvu govoru tijekom kampanje. Glavni izvjestitelj koji je pisao o Smathersu komentirao je da je Smathers uvijek držao isti uobičajeni govor. Smathers je nudio 10.000 dolara onome tko bi mogao dokazati da je održao takav govor; nikad ga nitko nije dokazao.[240]
- Rečenica Johna F. Kennedyja "Ich bin ein Berliner" na standardnom njemačkom jeziku znači "Ja sam Berlinac."[241][242] Urbana legenda tvrdi da se riječ "Berliner" zbog njegova korištenja neodređenog člana "ein" prevodi kao krafna i da je Berlince nasmijala ta navodna pogreška. Riječ "Berliner" u Berlinu se rijetko kad odnosi na krafne, gdje ih se uglavnom naziva ein Pfannkuchen.[243]
- Afroamerički intelektualac i aktivist W.E.B. Du Bois nije se odrekao američkog državljanstva dok je živio u Gani malo prije svoje smrti,[244] kako se inače tvrdi.[245][246][247] Početkom 1963., zbog njegovog članstva u Komunističkoj partiji i podrške Sovjetskom Savezu, Državno tajništvo Sjedinjenih Američkih Država nije obnovilo njegovu putovnicu dok je u Gani nadgledao stvaranje Encyclopedia Africane. Nakon što je napustio veleposlanstvo, izjavio je da će se zbog toga odreći državljanstva. Ipak, iako je uzeo gansko državljanstvo, nije se službeno odrekao američkog državljanstva,[248] a možda to nikad nije niti namjeravao.[244]
- Kad je konobarica Kitty Genovese ubijena 1964. godine ispred svog stana u Queensu, 37 susjeda nije stajalo i gledalo i nije odbilo nazvati policiju dok nije umrla, kao što je The New York Times izvorno izvijestio,[249] što je dovelo do javnog ogorčenja koje je opstalo nekoliko godina. Kasniji izvještaji spominju da policijsko izvješće na koje se Times prvotno oslanjao nije bilo točno, da je Genovese napadnuta dvaput na različitim mjestima i da je samo šestero ili sedmero osoba vidjelo što se događa jer su mnogi očevidci samo dijelom čuli što se događa i nisu shvatili što se zbiva. Neki od njih pozvali su policiju; jedan je izjavio "Nisam se želio miješati", što je stav koji se kasnije pripisao svim susjedima koji su dijelom vidjeli ili čuli napad.[250]
- Sastav Rolling Stones nije svirao pjesmu "Sympathy for the Devil" tijekom besplatnog koncerta na trkalištu Altamont kad je Meredith Hunter nasmrt izbo član lokalnog ogranka motorističkog kluba Hells Angels koji je bio zaštitar na koncertu. Iako je događaj koji je završio Hunterinom smrću počeo dok je grupa svirala tu pjesmu, zbog čega je pjesma nakratko prekinuta, zapravo je završio u vrijeme kad je skupina svirala pjesmu "Under My Thumb".[251][252] Za zabludu je zaslužan pogrešan izvještaj Rolling Stonea.[253]
- Iako ga je jedan časopis o arhitekturi prije same izgradnje pohvalio kao "najbolju visoku stambenu zgradu godine", projekt Pruitt–Igoe za izgradnju državnih stanova u St. Louisu u Missouriju, za koji se smatralo da oprimjeruje promašaje gradske obnove u američkim gradovima prije nego što je srušen početkom 1970-ih, nikad nije osvojio nagrade za svoj dizajn.[254] Arhitektonsko poduzeće koje je dizajniralo zgrade osvojilo je nagradu za raniji projekt u St. Louisu, koji se vjerojatno brka s projektom Pruitt–Igoe.[255]
- Iako je popularno poznata kao "crveni telefon", vruća linija Moskva – Washington nikad nije bila telefonska linija niti su se ikad za nju koristili crveni telefoni. Prvi oblik vruće linije koristio se teleprinterskom opremom, koju su 1988. zamijenili telefaksi. Od 2008. ta je vruća linija sigurna računalna poveznica pomoću koje dvije države izmjenjuju elektroničku poštu.[256] K tome, vruća linija povezuje Kremlj s Pentagonom, a ne Bijelom kućom.[257]
- Ne postoje potvrđeni dokazi o tome da su antiratni prosvjednici pljuvali na američke veterane nakon rata u Vijetnamu i njihovog dolaska u Sjedinjene Države.[258]

## Znanost i tehnologija

### Astronomija
- Kineski zid nije, kako se tvrdi, jedini umjetni objekt vidljiv iz svemira ili s površine Mjeseca. Niti jedan od Apollovih astronauta nije izjavio da je vidio bilo kakve umjetne objekte s površine Mjeseca, a čak i astronauti koji orbitiraju oko Zemlje Kineski zid mogu vidjeti samo uz pomoć instrumenata koji povećavaju sliku. Svjetla gradova, međutim, mogu se lako uočiti na noćnoj strani Zemlje iz orbite.[259]
- Crne rupe imaju jednaku gravitaciju kao i svaka masa jednake veličine iz koje su nastale. Privući će obližnje objekte, kao i svako drugo planetarno tijelo, osim kad su vrlo blizu crnoj rupi.[260] Kad bi Sunce zamijenila crna rupa jednake mase, orbite planeta zapravo se ne bi promijenile. Crna rupa može se ponašati kao "svemirski usisavač" i privući značajnu količinu materije, ali samo ako je zvijezda iz koje je nastala već tako djelovala na materiju koja ju okružuje.[261]
- Godišnja doba ne događaju se zato što je cijela Zemlja bliže Suncu u vrijeme ljeta nego u vrijeme zime – događaju se zbog toga što je Zemljina os nagnuta za 23.4 stupnja. Svaka je polutka nagnuta prema Suncu u vrijeme svojega ljeta (sjeverna polutka nagnuta je u srpnju, a južna polutka nagnuta je u siječnju), zbog čega dolazi do duljih dana i izravnijeg sunčevog svjetla, a zimi se događa suprotno.[262][263]
- Kad meteor ili svemirski brod uđe u atmosferu, vrućinu pri ulasku ne stvara toliko trenje koliko komprimirani zrak nastao adijabatskim procesom ispred objekta.[264][265][266]
- Balansiranje jaja moguće je izvesti svakog dana godine, ne samo tijekom proljetne ravnodnevice.[267] Isto tako, ne postoji poveznica između astronomskih fenomena i mogućnosti balansiranja jaja.[268]
- Nije istina da je NASA nepotrebno potrošila milijune dolara na razvoj svemirske kemijske olovke dok se Sovjetski Savez služio običnim olovkama. Svemirsku je kemijsku olovku samostalno razvio Paul C. Fisher, osnivač tvrtke Fisher Pen Company, koji je u projekt uložio vlastitih milijun dolara.[269] NASA je testirala i odobrila kemijsku za korištenje u svemiru te je zatim kupila 400 kemijski, svaku za šest dolara.[270] Sovjetski je Savez naknadno također kupio svemirsku kemijsku za vlastite svemirske letove.

### Biologija

#### Kralježnjaci
- Stariji slonovi koji se bliže smrti ne napuštaju svoje krdo i ne odlaze instinktivno na određeno odredište znano kao groblje slonova kako bi ondje umrli.[271]
- Bikove ne uzrujava crvena boja plašteva kojima se služe profesionalni matadori. Goveda su dikromati i ne percipiraju crvenu kao jarku boju. Bika na napad ne tjera boja plašta nego to što matadora doživljava kao prijetnju.[272]
- Psi se ne znoje slinjenjem.[273] Psi zapravo imaju znojne žlijezde, i to ne samo na svojim jezicima; znoje se uglavnom kroz jastučiće na šapama. Međutim, psi dahtanjem uglavnom reguliraju temperaturu tijela.[274]
- Leminzi ne skaču s litica tijekom migracije. Tu je zabludu popularizirao Walt Disneyjev film White Wilderness, u kojem je većina scena migracija (insceniranih korištenjem višestrukih snimki različitih grupa leminga) snimljena na velikoj, snijegom prekrivenoj platformi u studiju. Fotografi su kasnije odgurali leminge s litice.[275] Sama je zabluda starija od toga – nastala je najkasnije krajem 19. stoljeća.[276]
- Šišmiši nisu slijepi. Iako se oko 70 posto svih vrsta šišmiša, uglavnom u podredu sitnošišmiša, koristi eholokacijom radi snalaženja u prostoru, sve vrste šišmiša imaju oči i imaju sposobnost vida. K tome, gotovo svi šišmiši u porodici velešišmiša nemaju sposobnost eholociranja, ali zato odlično vide u mraku.[277]
- Nojevi ne zabijaju glave u pijesak kako bi se sakrili od neprijatelja.[278] Tu je zabludu vjerojatno popularizirao Plinije Stariji (23. – 79.), koji je napisao da nojevi "zamišljaju, kad zabiju glave i vratove u grm, da je cijelo njihovo tijelo skriveno."[279]
- Pačje gakanje zapravo proizvodi jeku,[280] iako ljudi mogu pod određenim uvjetima teško čuti taj odjek.[281]
- Žabe umiru odmah kad ih se baci u kipuću vodu, ne iskaču iz nje; k tome, žabe će pokušati pobjeći iz hladne vode koju se polako podgrijava iznad temperature koju mogu podnijeti.[282]
- Ideja da zlatne ribice imaju pamćenje od svega nekoliko sekundi je pogrešna.[283][284] Mogu pamtiti i do više mjeseci.
- Morski psi mogu oboljeti od raka. Zabludu da morski psi ne boluju od raka proširila je knjiga Sharks Don't Get Cancer I. Williama Lanea koju je 1992. godine objavio Avery Publishing; zabluda je potaknula prodaju ekstrakata hrskavice morskih pasa kojima se namjeravalo spriječiti nastanak raka. Postoje izvješća o karcinomima u morskih pasa, a trenutni podatci ne podržavaju nikakve tvrdnje o učestalosti tumora u morskih pasa.[285]
- Velike bijele psine ne zamjenjuju ronioce s perajarima. Njihovi napadi na ljude i perajare vrlo su različiti: kad napada tuljana, velika bijela psina brzo izranja i nasilno ga napada. Kad napada čovjeka, psina je opuštenija i sporija: napada normalnom brzinom, ugrize ga i otpliva. Velike bijele psine imaju učinkovit vid i vide boje; čovjeka ne grize kao grabežljivac nego kako bi identificirao nepoznati objekt.[286]
- Ne postoji "dominantna jedinka" u vučjem čoporu. Tijekom ranijih je proučavanja nastao izraz "alfa mužjak", ali tijekom njih znanstvenici su samo proučavali nepovezane odrasle vukove koji su živjeli u zatočeništvu. U divljini vučji čopori više su nalik ljudskim obiteljima: nema određenih rangova, roditelji su dominantni dok mladunčad ne odraste i započne vlastite obitelji, mladi vukovi ne pobjeđuju "alfu" kako bi postali novim vođama, a borbe za društvenu dominaciju zapravo su situacijske.[287][288]
- Zmijska čeljust ne može se izglaviti. Stražnji dio donjih čeljusnih kostiju sadrži kvadratnu kost koja omogućuje istezanje čeljusti. Prednje dijelove donjih čeljusnih kostiju spaja rastezljivi ligament koji im omogućuje da se saviju prema van, zbog čega se povećavaju usta.
- Sok od rajčice ne pomaže u otklanjanju tvorova mirisa; samo se čini da funkcionira zbog olfaktivnog zamora.[289] U slučaju da tvor pošprica psa, Društvo za zaštitu životinja Sjedinjenih Država predlaže spoj razrijeđenog vodikovog peroksida (3%), sode bikarbone i tekućine za pranje suđa.[290]
- Dikobrazi ne izbacuju svoje bodlje. Mogu ih odlomiti, ali ne i baciti.[291][292]

#### Beskralježnjaci
- Kišne gliste ne postaju dvije gliste kad ih se prereže napola. Samo ograničen broj vrsta kišnih glista[293] može obnoviti prednje dijelove tijela. Kad se takve kišne gliste prepolovi, samo se prednja polovica (ona na kojoj se nalaze usta) može hraniti i preživjeti, a druga polovica umire.[294] Međutim, neke vrste planarijskih plošnjaka doista postanu dva nova plošnjaka kad ih se prepolovi.[295]
- Kućne muhe prosječno žive 20 do 30 dana, ne 24 sata.[296] Do zablude vjerojatno dolazi jer ih se brka s vodencvjetokrilašima; određene vrste vodencvjetokrilaša mogu živjeti i do 5 minuta.[297] Jajašce kućne muhe razvit će se u larvu unutar 24 sata od nastanka.[298]
- Dugonogi pauci (Pholcidae) nisu najotrovniji pauci na svijetu; iako mogu probiti ljudsku kožu, manja količina otrova koju nose stvara samo blaže peckanje koje traje nekoliko sekundi.[299] K tome, u engleskom govornom području izraz daddy longlegs, koji se odnosi na dugonoge paukove, u raznim dijalektima odnosi se na kosce (red Opiliones, koji čine paučnjaci, ali ne i pauci), komare (koji su kukci) i mužjake komaraca (koji su također kukci), a katkad se za sve te vrste pogrešno smatra da su otrovne.[300][301]
- Način na koji lete bumbari i njihova aerodinamika dobro je poznata usprkos urbanoj legendi da matematika dokazuje da ne bi smjeli moći letjeti. Tijekom 1930-ih francuski je entomolog Antoine Magnan u knjizi Let kukaca (Le Vol des Insectes) doista pretpostavio da bumbari teoretski ne bi smjeli moći letjeti.[302] Magnan je kasnije uvidio svoju pogrešku i opozvao prijedlog. Međutim, hipoteza je postala generalizirana pogrešna tvrdnja da "znanstvenici smatraju da bumbari ne bi smjeli moći letjeti".
- Urbana legenda da za života osoba proguta velik broj paukova dok spava nije utemeljena na stvarnim činjenicama. Spavač proizvodi svakakve zvukove i vibracije tako što diše, hrče i tako što mu kuca srce, a sve to paukove upozorava na opasnost.[303][304]
- Uholaže se ne penju namjerno u ušne kanale, iako postoji nekoliko anegdotičnih izvještaja o tome da su pronađene u nečijem uhu.[305] Entomolozi smatraju da ime zapravo aludira na izgled stražnjih krilca, koja su jedinstvena među kukcima, a kad se rašire podsjećaju na ljudsko uho.[306][307]
- Često se tvrdi da su pčele medarice nužne za proizvodnju ljudske hrane i da bi bez njihovog oprašivanja čovječanstvo ili umro od gladi ili izumrlo.[308][309] Citat "Kad bi pčele nestale s lica Zemlje, čovjek bi imao još samo četiri godine za život" pogrešno se pripisuje Albertu Einsteinu.[310][311] Zapravo, mnogim važnim usjevima uopće nije potrebno da ih kukci oprašuju. Deset najvažnijih usjeva,[312] koji čine 60 % sve energije koju ljudi dobivaju iz hrane,[313] pripadaju toj kategoriji.
- Bogomoljke rijetko jedu mužjake za vrijeme parenja, pogotovo u prirodnom okruženju. U studiji koja se odvijala u laboratoriju Sveučilišta Središnjeg Arkansasa otkriveno da je jednom od 45 puta ženka pojela mužjaka prije parenja i da je mužjak pojeo ženku jednako mnogo puta.[314]

#### Biljke
- Božićne zvijezde nisu vrlo otrovne za ljude ili mačke. Iako je istina da blago iritiraju kožu i želudac,[315] a ako ih se pojede, mogu izazvati proljev i povraćanje,[316] istraživanje American Journal of Emergency Medicinea o 22.793 slučaja prijavljenih Američkoj udruzi centara za kontrolu otrova pokazalo je da nijedan pacijent nije umro, a da je samo manjem broju slučajeva bilo potrebno liječenje.[317] Prema ASPCA-i božićne zvijezde mačkama mogu izazvati blaže ili jače gastrointestinalne tegobe, a proljev i povraćanje najteže su posljedice probavljanja tog cvijeta.[318]
- Suncokreti ne pokazuju uvijek prema Suncu. Suncokreti u cvatu cijeli su dan okrenuti u određenom smjeru (često prema istoku), ali ne nužno prema Suncu.[319][320][321] Međutim, na početku razvoja, prije nego što se pojave cvjetne glavice, nezreli cvjetni pupoljci doista jesu usmjereni prema Suncu (u pitanju je fenomen koji se naziva heliotropizam) i to što zreli cvjetovi pokazuju prema određenom smjeru često je rezultat upravo toga.[322]

#### Evolucija i paleontologija
- Riječ teorija u frazi "teorija evolucije" ne implicira sumnje znanstvenika u vjerodostojnost toga pojma; koncepti teorije i hipoteze nose određena značenja u znanstvenom vokabularu. Iako teorija u kolokvijalnoj upotrebi može označavati slutnju ili pretpostavku, znanstvena teorija jest skup načela koji objašnjava fenomene koje se može promotriti koristeći se naturalističkim izrazima.[323][324] "Znanstvena činjenica i teorija nisu odvojive po kategoriji",[325] a teorija u izrazu "teorija evolucije" istovjetna je teoriji u germinativnoj teoriji bolesti ili teoriji gravitacije.[326]
- Evolucija ne pokušava objasniti podrijetlo života[327] ili podrijetlo i razvoj svemira. Teorija evolucije uglavnom se bavi promjenama koje su se tijekom vremena događale u uzastopnim generacijama nakon nastanka života.[328] Znanstveni model koji se bavi podrijetlom i nastankom prvih organizama iz organskih ili neorganskih molekula zove se abiogeneza, a glavna teorija koja objašnjava rani razvoj svemira naziva se teorijom velikog praska.Rekonstrukcija Aegyptopithecusa, primata koji je prethodio odvajanju čovječje generacije i generacije majmuna Starog svijeta tijekom evolucije čovjeka
- Ljudi nisu evoluirali ni iz jedne od živućih vrsta čimpanzi (obične čimpanze i bonoba).[329] Međutim, ljudi i čimpanze evoluirali su iz zajedničkog pretka.[330][331] Posljednji predak ljudi i ostalih živućih čimpanzi živio je prije pet do osam milijuna godina.[332]
- Evolucija ne označava razvoj inferiornih u superiorne organizme, a ne mora nužno niti rezultirati u većoj složenosti organizma. Populacija može evoluirati tako da postane jednostavnije građe ili da joj se smanji genom, ali biološka devolucija naziv je koji se pogrešno koristi.[333][334]
- Evolucija ne "planira" poboljšati sposobnost preživljavanja organizma.[335][336] Do te zablude često dolazi jer biolozi uglavnom govore o svrsi na sažet način (ponekad se to naziva "metaforom svrhe");[337] manje je nespretno reći "Dinosauri su možda razvili perje radi udvaranja" nego "Perje je možda dobilo istaknutu ulogu u vrijeme svog nastanka jer su dinosauri zbog njih imali selektivnu prednost tijekom udvaranja u usporedbi s dinosaurima bez perja".[338]
- Nisu svi dinosauri izumrli tijekom kredno-paleogenog događaja izumiranja. Ptice su evoluirale iz malih pernatih teropoda u vrijeme Jure. Iako je velik broj dinosaura izumro krajem Krede, neke su ptice preživjele. Zbog toga su dinosauri dio suvremene faune.[339]
- Ljudi i dinosauri (ako izuzmemo ptice) nisu živjeli u istom razdoblju.[340] Posljednji neptičji dinosauri izumrli su prije 66 milijuna godina tijekom kredno-paleogenog događaja izumiranja, a najraniji organizmi vrste homo (ljudi) evoluirali su prije 2,3 ili 2,4 milijuna godina. Na temelju tih podataka prošlo je 63 milijuna godina između posljednjih neptičjih dinosaura i najranijih ljudi. Međutim, ljudi jesu živjeli u isto vrijeme kad i vuneni mamuti i sabljozube mačke – sisavcima koje se pogrešno često prikazuje u suživotu s ljudima i dinosaurima.[341]
Tyrannosaurus rex. Neptičji dinosauri izumrli su tijekom kredsko-paleogenog događaja izumiranja krajem krede.
- Nafta nije nastala iz dinosaura nego bakterija i algi.[342]
- Sisavci nisu evoluirali ni iz jedne suvremene grupe gmazova; sisavci i gmazovi evoluirali su iz zajedničkog pretka. Ubrzo nakon pojave prvih gmazolikih životinja te su se vrste razdijelile u sauropside i sinapside.[343] Rodoslovna linija koja je dovela do sisavaca (sinapsida) odvojila se od linije koja je dovela do linija suvremenih gmazova (sauropsida) prije 320 milijuna godina, sredinom karbona. Tek poslije toga (krajem karbona ili početkom cisurala) odvojile su se suvremene grupe gmazova (lepidosauria, kornjače i crocodylinae). Sami sisavci jedini su preživjeli oblik sinapsida.[344]

#### Bioinformatika
- Ne postoji ljudski genom (ili genom bilo kojeg drugog sisavca) čiji je DNK posve sekvenciran. Do 2017. prema nekim pretpostavkama nije sekvencirano između 4 i 9 posto ljudskog genoma.[345]

### Računalstvo i internet
- Računala s operacijskim sustavom macOS ili Linux nisu otporna na zloćudnu programsku podršku kao što su trojanski konji ili računalni virusi.[346] Postoje specijalizirani zloćudne programske podrške koje napadaju računala s operacijskim sustavima macOS i Linux.
- Duboka mreža nije prepuna pornografskog sadržaja, internetskih stranica za nelegalnu trgovinu droge i ukradenih bankovnih podataka. Područje koje sadrži takve nelegalne podatke manji je dio duboke mreže koji se zove "mračna mreža". Velik dio duboke mreže sastoji se od akademskih knjižnica, baza podataka i svega ostalog što ne indeksiraju uobičajene tražilice.[347]
- Privatni način pretraživanja, kao što je anonimni način, ne onemogućava web-stranicama ili pružateljima internetskih usluga da prate korisnika koji se koristi takvim načinom pretraživanja. I dalje se mogu služiti informacijama kao što su IP adrese ili korisničkim računima radi identifikacije korisnika.[348][349] Međutim, virtualne privatne mreže i Tor mogu spriječiti praćenje.

### Gospodarstvo
- Koristimo li se često korištenom metrikom jednog dolara na dan (prema vrijednosti američkih dolara 1990. godine), ukupan se broj ljudi koji žive u ekstremnom i posvemašnjem siromaštvu diljem svijeta smanjio tijekom posljednjih desetljeća, ali veći broj ispitanika u nekoliko država pogrešno vjeruje da se povećao ili da je ostao isti. K tome, broj ljudi koji živi u ekstremnom siromaštvu također se smanjio, bez obzira na to kojom se stopom prihoda koristimo.[350][351][352]
- Neujednačenost prihoda u SAD-u znatno je veća nego što se to obično misli.[353][354]
- Cijena kupcima nije najvažniji čimbenik kad odlučuju o kupnji proizvoda.[355]
- Monopolisti ne pokušavaju prodati proizvode po najvećoj mogućoj cijeni niti pokušavaju steći što veći prihod po proizvodu nego pokušavaju povećati totalni prihod.[356]
- Ne postoji odrediva količina rada za bilo kakvu proizvodnju. Ta se zabluda pojavila u ludističkom pokretu i kasnijim povezanim pokretima kao argument da automatizacija dovodi do trajne, strukturne nezaposlenosti ili da propisi koji ograničavaju količinu rada mogu smanjiti stopu nezaposlenosti. Zapravo količina posla za bilo kakvu proizvodnju nije fiksna. Razlike u podjeli dobiti, efikasnosti i ekonomiji učenja mogu promijeniti količinu posla u određenoj proizvodnji.[357][358]
- Prihod nije čimbenik u određivanju kreditnog bodovanja u Sjedinjenim Državama.[359]

### Ekologija
- Globalno zatopljenje ne izazivaju rupe u ozonskom omotaču. Ozonske rupe zaseban su problem koji su izazvali klorofluorougljici,[360] koje u atmosferu odašilju sprave kao što su hladnjaci i aerosolni sprejevi.[361] Korištenje klorofluorougljika postepeno se ukidalo od Montrealskog protokola 1987. godine.[360] Globalno zatopljenje zapravo izaziva nakupljanje stakleničkih plinova kao što su ugljikov dioksid i metan. Te plinove ispušta mnoštvo izvora koje je stvorio čovjek, među kojima su disanje rastućeg broja ljudi, automobili, elektrane na ugljen i mesna industrija. Za razliku od klorofluorougljika taj oblik onečišćenja ne ukida se postupno (i dokle god ljudi i životinje moraju disati, nikad neće posve nestati) i taj problem traje do danas.[362] K tome, ozonski omotač nalazi se u stratosferi, oko 20 kilometara iznad površine Zemlje,[360] a do nakupljanja stakleničkih plinova dolazi u troposferi, najnižem sloju atmosfere.[363][364]

### Ljudsko tijelo i zdravlje
- U Južnoj se Koreji uglavnom pogrešno vjeruje da spavanje u zatvorenoj sobi s uključenim ventilatorom dovodi do "smrti od ventilatora". Prema riječima vlade Južne Koreje: "U određenim slučajevima ventilator koji je predugo uključen može dovesti do smrti gušenjem, hipotermije ili požara zbog pregrijavanja."[365] Korejski odbor za zaštitu potrošača izdao je sigurnosno upozorenje da ventilatori moraju biti postavljeni na timer, da trebaju puhati u drugom smjeru i da sva vrata koja vode u sobu trebaju biti otvorena.  Prema Yeonu Dong-suu, dekanu medicinskog fakulteta Sveučilišta Kwandong, "Ako je soba potpuno zatvorena, tad zbog strujanja ventilatora temperatura u njoj može pasti dovoljno nisko da osoba umre od hipotermije." Međutim, uključeni ventilator u praznoj sobi neće joj sniziti temperaturu; zapravo će zbog gubitka energije u motoru i viskoznog trošenja ventilator zapravo malo zagrijati sobu.
- Buđenje mjesečara ne dovodi do štetnih posljedica. Iako je istina da bi takva osoba mogla neko vrijeme nakon buđenja biti zbunjena ili dezorijentirana, buđenje ju ni na koji drugi način ne ozljeđuje. Zapravo, mjesečari bi se mogli povrijediti ako se spotaknu ili izgube ravnotežu tijekom mjesečarenja.[366][367]
- Jedenje hrane manje od sat vremena prije plivanja ne povećava rizik od grčeva ili utapanja. Jedno je istraživanje pokazalo da su konzumacija alkohola i utapanje povezani, no nisu navedeni bilo kakvi dokazi o konzumaciji hrani ili grčevima u trbuhu.[368]
- Utapanje promatračima uglavnom nije uočljivo.[369] U većini je slučajeva dizanje ruku i ispuštanje zvukova nemoguće zbog instinktivne reakcije na utapanje.[369] Mahanje i vikanje znakovi su opasnosti, ali nisu pouzdani: većina žrtava koja instinktivno reagira na utapanje prethodno ne pokazuje da je u nevolji.[370]
- Ljudska krv u venama zapravo nije plave boje. Hemoglobin krvi daje crvenu boju. Krv bez kisika (u venama) tamnocrvene je boje, a krv koja prenosi kisik (u arterijama) svijetlocrvene je boje, nalik boji trešnje. Zabluda je vrlo vjerojatno nastala zbog dvaju razloga: 1) Čini se kao da su vene ispod kože plave ili zelene boje. Razloga tome je mnogo, ali nisu toliko povezani s bojom krvi; među njima su potpovršinsko raspršenje svjetla kroz kožu i ljudska percepcija boja. 2) Mnogi se dijagrami služe bojama kako bi prikazali razliku između vena (koje se uglavnom prikazuje plavom bojom) i arterija (koje se uglavnom prikazuje crvenom bojom).[371]
- Od izloženosti vakuumu ili gotovo najekstremnijem obliku nekontrolirane dekompresije tijelo ne eksplodira niti unutarnje tekućine vriju. (Međutim, tekućina u ustima ili plućima vret će na visinama iznad Armstrongove granice.) Umjesto toga dolazi do gubitka svijesti nakon što tijelo potroši zalihe kisika u krvi i nakon nekoliko minuta nastupa smrt od hipoksije.[372]
- Istezanje prije ili poslije vježbanja ne smanjuje bolove u mišićima.[373]
- Bolovi u mišićima koje potiče vježbanje ne uzrokuje nakupljanje mliječne kiseline.[374] Razine mliječne kiseline u mišićima tijekom vježbe i nakon nje nisu povezane s bolovima;[375] smatra se da takve bolove stvara mikrotrauma od naporne ili neuobičajene vježbe, protiv kojih se tijelo bori tako što pokušava smanjiti oštećenja od takve vježbe.[376]
- Za gutanje benzina nije nužno potražiti hitnu medicinsku pomoć dokle god odlazi u želudac, a ne pluća. Izazivanje povraćanja zapravo može pogoršati situaciju.[377][378]

#### Osjeti
- Bebe osjećaju bol.[379][380]
- Okusni pupoljci mogu detektirati sve vrste okusa na svim dijelovima jezika,[381] a ponešto veća osjetljivost na njih na nekim dijelovima jezika ovisi o osobi, što je suprotno uvriježenom vjerovanju da određene okuse osjećamo samo na određenim dijelovima jezika.[382]
- Ne postoje četiri glavna okusa nego njih pet: uz gorko, kiselo, slano i slatko ljudi mogu okusiti umami, što je "pikantan" odnosno "mesnat" okus.[383] Određeni receptori u okusnim pupoljcima reagiraju i na masnoće, ali ostaje nejasno je li u pitanju šesti glavni okus.[384]
- Ljudi imaju više od obično navođenih pet osjetila. Broj osjetila varira u raznim kategorizacijama; može ih biti 5, a može ih biti i više od 20. Uz vid, njuh, okus, dodir i sluh, osjetila koja je opisao Aristotel, ljudi osjećaju ekvilibrij i ubrzanje (osjetilo ravnoteže), bol (nocicepcija), položaj tijela i udova (propriocepcija ili kinestetičko osjetilo) i relativnu temperaturu (termocepcija).[385] Katkad se kao posebna osjetila izdvaja osjetilo vremena, eholokaciju, svrab, glad, žeđ, sitost, potrebu za uriniranjem, potrebu za pražnjenjem crijeva i osjetilo za razine ugljikovog dioksida (CO2) u krvi.[386][387]

#### Koža i kosa
- Koža se u vodi ne bora zato što apsorbira vodu i otekne.[388] Bore izaziva autonomni živčani sustav, koji zbog mokre kože potiče vazokonstrikciju na tim mjestima, što dovodi do nabranosti.[389][390] Istraživanje provedeno 2014. pokazalo je da se nabranost prsta u kontaktu s vodom ne pojačava.[391]
- Nakon brijanja terminalne dlake ne rastu čvršće (gušće) ili tamnije. Do ovog vjerovanja dolazi jer dlake koje nikad nisu rezane imaju sužene krajeve, a nakon brijanja ti krajevi postaju tupi i zbog toga gušći od suženih; obrijane dlake čine se gušćima i grubljima zbog oštrijih, nepohabanih krajeva. Tom učinku doprinosi i činjenica da su kraće dlake manje fleksibilne od duljih.[392]
- Kosa i nokti ne rastu nakon smrti. Zapravo se koža suši i povlači s korijena kose i noktiju, zbog čega se na prvi pogled čini kao da rastu.[393]
- Proizvodi za njegu kose ne mogu zapravo "popraviti" ispucane vrhove i oštećenu kosu. Mogu spriječiti da se šteta dogodi i mogu zagladiti kutikulu poput ljepila da izgleda popravljeno, a time i prikazati kosu u boljem stanju.
- Čupanje ili rezanje sijedih vlasi ne dovodi toga da na tom mjestu izrastu dvije sijede vlasi. Izrast će samo jedna vlas jer samo jedna vlas može izrasti iz jednog folikula.[394]
- Gen za riđu kosu ne izumire zato što je recesivan, a neće ni izumrijeti gen za plavu kosu. Iako bi se broj riđokosih i plavokosih ljudi mogao smanjiti, neće izumrijeti osim ako svatko tko nosi te gene (odnosno alele) ne umre ili ne stvori potomstvo.[395]
- Za nastanak akni mahom je odgovorna genetika, a ne toliko manjak higijene, jedenje masne hrane ili ostale navike.[396]

#### Prehrana, hrana i piće
- Oblik prehrane ne utječe na detoksikaciju tijela, a dijete za pročišćenje tijela "nisu utemeljene na znanstvenim činjenicama".[397] Neki su znanstvenici takve dijete nazvali "trošenjem vremena i novca".[398] Usprkos tome, uglavnom se vjeruje da posebni oblici prehrane pomažu pri detoksikaciji ili da odstranjuju tvari kojih se tijelo ne može samostalno lišiti.[399][400][401][402] Otrove iz tijela izbacuju jetra i bubrezi.[397]
- Osam čaša, odnosno dvije do tri litre vode dnevno nisu nužne za održavanje zdravlja.[403] Potrebna količina vode ovisi o osobi i njezinoj težini, vrsti prehrane, razini aktivnosti, odjeći i okruženju (s obzirom na toplinu i vlažnost zraka). Vodu se ne treba piti u čistom obliku, organizam ju može dobiti i pijenjem sokova, čajeva, mlijeka, juha i slično, ali i jedenjem određenih vrsta hrane kao što su voće i povrće.[403]
- Šećer ne dovodi do dječje hiperaktivnosti.[404][405] Dvostruki slijepi pokusi pokazali su da se djeca koja jedu hranu bogatu šećerom i djeca koja jedu hranu bez šećera ne ponašaju različito, čak i u istraživanjima s djecom koja pate od poremećaja hiperaktivnosti i deficita pažnje ili s onom koja su osjetljiva na šećer.[406]
- Alkoholna pića ne zagrijavaju cijelo tijelo.[407] Alkoholna pića stvaraju doživljaj topline jer se zbog njih šire krvne žile, koje priljevom tople krvi stimuliraju završetke živaca u blizini površine kože. Zbog toga se temperatura tijela zapravo može sniziti jer je u tom slučaju lakša izmjena topline s hladnijim eksterijerom.[408]
- Alkohol ne ubija nužno moždane stanice.[409] Međutim, na dva načina može neizravno dovesti do smrti moždanih stranica: (1) Kod kroničnih alkoholičara čiji su se mozgovi navikli na učinke alkohola nagli prestanak konzumacije može dovesti do ekscitotoksičnosti, koja pak vodi do smrti stanica u većem broju područja u mozgu.[410] (2) Kod alkoholičara koji alkoholom unose veći broj dnevnih kalorija manjak vitamina B1 može dovesti do Korsakovljeve psihoze, koju se povezuje s ozbiljnim oštećenjem mozga.[411]
- Vegetarijanska i veganska dijeta sadrže dovoljno proteina za odgovarajući oblik prehrane.[412][413] Zapravo, ovolaktovegetarijanci i vegani u prosjeku unose dovoljno ili čak previše proteina.[414] Međutim, u veganskoj je dijeti za optimalno zdravlje ipak potreban vitamin B12 kao dodatak prehrani.[412]
- Nije potrebno sedam godina da bi se probavilo progutanu žvakaću gumu. Zapravo, žvakaća je guma uglavnom neprobavljiva i prolazi kroz probavni sustav jednakom brzinom kao i svaka druga tvar.[415][416]
- Istraživanja su pokazala da začinjena hrana i kava ne igraju značajniju ulogu u razvoju peptičkih ulkusa.[417]
- Iako beta-karoten u mrkvama može poboljšati noćni vid onima koji pate od manjka vitamina A, onima koji ne pate od toga ne pojačava ga iznad normalne razine.[418] Uvjerenje u suprotno vjerojatno vuče podrijetlo iz britanske dezinformacije za Drugog svjetskog rata kojom je htjela objasniti veće uspjehe Kraljevskih zračnih snaga tijekom noćnih bitaka – za to je zapravo bilo zaslužno korištenje radara i crvenih svjetala na upravljačkim pločama.[419]
- Nema dokaza da je pretilost povezana sa sporijim bazalnim metabolizmom. Brzina bazalnog metabolizma ne razlikuje se previše među ljudima. Na debljanje i mršavljenje izravno utječu prehrana i aktivnost. Pretile osobe uglavnom podcjenjuju količinu hrane koju jedu, a pothranjene osobe je precjenjuju. K tome, pretile osobe zapravo u prosjeku imaju brži metabolizam zbog toga što veće tijelo traži više energije.[420]
- Jedenje normalne količine soje ne izaziva neuravnoteženost hormona.[421][422][423][424][425]
- Redoslijed konzumacije različitih vrsta alkoholnih pića ne utječe na razinu pijanstva niti stvara štetne posljedice.[426]

#### Ljudska seksualnost
- Ne postoje fiziološki testovi za ispitivanje djevičanstva, a stanje himena ne ukazuje ni na što u vezi seksualnog iskustva osobe.[427][428] Krvarenje nije izravno povezano s prvim vaginalnim snošajem i ne pokazuje ništa u vezi seksualnog iskustva.[427][428] Fizički testovi djevičanstva nemaju znanstvene temelje.[429]
- Veličina dlana ne govori ništa o veličini ljudskog spolnog uda;[430] s druge strane, duljina prstiju može indicirati njegovu veličinu.[431]
- Nije vrlo vjerojatno da će trudnoća do koje je došlo spolnim odnosom dvaju rođaka dovesti do urođenih deformacija:[432] Rizik iznosi pet do šest posto (kao i u slučaju kad rađa četrdesetogodišnjakinja),[432][433] a rizik u svim drugim slučajevima iznosi tri do četiri posto.[433] Učinci depresije križanja u srodstvu, iako su relativno mali u usporedbi s drugim čimbenicima (i zbog toga ih je teže kontrolirati u znanstvenim eksperimentima), postaju uočljiviji ako ih se izolira i održava nekoliko generacija.[434][435]
- Ne postoje fiziološki temelji za tvrdnju da upražnjavanje spolnih odnosa prije sportskog natjecanja negativno utječe na izvedbu.[436] Zapravo, vjeruje se da snošaj prije sportske aktivnosti može povećati razinu testosterona u muškaraca, što bi moglo i poboljšati izvedbu.[437]

#### Mozak
- Mentalne sposobnosti nisu posve odijeljene u lijevu i desnu moždanu polutku.[438] Određene mentalne sposobnosti, kao što su govor i jezik (Brocino područje i Wernickeovo područje), tijekom određenih zadataka uglavnom aktiviraju jednu moždanu polutku više nego drugu. Ako je jedna polutka oštećena ili izvađena u ranoj dobi, te se funkcije djelomično ili potpuno mogu obnoviti u drugoj polutki. Ostalim sposobnostima, kao što su motorika, pamćenje i općenito razmišljanje, podjednako upravljaju obje polutke.[439]
- Nije istina da ljudi do druge godine života stvaraju sve moždane stanice koje će ikad imati, nešto u što su medicinski stručnjaci vjerovali do 1998.[440][441][442] Danas se zna da novi neuroni mogu nastati u nekim dijelovima mozga nakon rođenja.[443] Istraživanje provedeno 2013. pokazalo je i da u starosti hipokampus stvara do 700 novih neurona svaki dan.[444]
- Cjepiva ne izazivaju autizam ili poremećaje u njegovu spektru. Iako je prijevarno istraživanje britanskog doktora Andrewa Wakefielda tvrdilo da postoji veza, ponovni pokušaji da se dođe do istih rezultata nisu bili uspješni, a za izvorno istraživanje na koncu je utvrđeno da je izmanipulirano.[445]
- Ljudi ne koriste samo deset posto mozga. Iako je istina da je manja količina neurona u mozgu aktivna u svakom trenutku, neaktivni neuroni također su važni.[446][447] Ta je zabluda uobičajena u američkoj kulturi od početka 20. stoljeća i pripisuje ju se Williamu Jamesu, koji se navodno okoristio izrazom kao metaforom.[448]
- Na rat ne utječe biologija.[449][450][451]

#### Bolesti
- Pijenje mlijeka ili konzumiranje drugih mliječnih proizvoda ne povećava proizvodnju sluzi.[452][453] Zbog toga ih ne trebaju izbjegavati osobe koje pate od gripe ili kojima je začepljen nos.
- Žabe i ostale životinje ljudima ne prenose bradavice; ispupčenja na žabama nisu bradavice.[454][455] Bradavice na ljudskoj koži izaziva humani papiloma virus, koji je jedinstven za ljudsku vrstu.
- Ni pucketanje zglobovima ni vježbanje u dobrom zdravlju ne izaziva artrozu.[456][457]
- Jedenje oraha, kokica ili sjemenki ne povećava rizik od divertikulitisa.[458] Navedene namirnice zapravo štite od te bolesti.[459]
- Stres igra relativno malu ulogu u povisivanju krvnog tlaka.[460] Posebne terapije opuštanja prema dokazima nisu učinkovite.[461] Akutni stres privremeno povisuje krvni tlak.[460] Istraživanja su pokazala da postoji mogućnost da su kronični stres i dosljedan rast krvnog tlaka povezani.[460] S medicinskog gledišta stres igra malu ulogu u povisivanju krvnog tlaka, iako veći broj ispitanika za visoki krvni tlak okrivljuje stres.[460]
- U osoba koje pate od obične prehlade boja ispljuvka ili iscjetka iz nosa može varirati od žute do zelene i ne pokazuje što je točno prouzročilo infekciju.[462][463]
- Vitamin C ne sprečava običnu prehladu, ali može imati zaštitnu ulogu tijekom intenzivne vježbe za hladnoga vremena. Ako ga se uzima na dnevnoj bazi, mogao bi malo smanjiti trajanje i jačinu prehlade, ali nema učinka ako ga osoba uzima nakon što je dobila prehladu.[464][465]
- Kupanje ljudima koji pate od dermatitisa ne isušuje kožu i zapravo može imati pozitivne učinke.[466][467]
- Ne postoje niti su ikad postojali programi koji omogućuju pristup strojevima za dijalizu u zamjenu za otvarače za limenke.[468] Ta glasina postoji barem od 1970-ih i uglavnom navodi Nacionalnu zakladu za bubrege kao organizaciju koja nudi takav program. Sama je Zaklada negirala tu tvrdnju i istaknula da 80 posto troška na dijalizu u SAD-u pokriva zdravstveno osiguranje.[469] Međutim, određene humanitarne udruge, kao što je Kansas City Ronald McDonald House Charities, doista prihvaćaju otvarače za limenke kao donaciju, koje naknadno prodaju lokalnim osobama koje se bave recikliranjem jer nose određenu vrijednost kao metalni otpad.[470]
- Rogovi nosoroga u prahu ne koriste se kao afrodizijak u tradicionalnoj kineskoj medicini kao Cornu Rhinoceri Asiatici (犀角, xījiǎo, "nosorogov rog"). Zapravo ih se koristi radi liječenja temperature i grčeva,[471] što je tretman koji ne podržava znanstvena medicina.
- Guba (Hansenova bolest) nije autodegenerativna kao što se uobičajeno smatra, odnosno sama po sebi neće izazvati oštećenje dijelova tijela ili njihovo otpadanje.[472] Guba uvjetuje nastanku osipa i može degenerirati hrskavicu. Bez liječenja može doći do upale. Uobičajena i oštećenost tkiva perifernog živčanog sustava i može dovesti do sljepoće i gubitka osjeta dodira ili boli, koji pak mogu pojačati rizik od ozljede i njezinu jačinu ozljede. K tome, guba je samo djelomično zarazna i smatra se da se 95 % onih koji pate od nje mogu prirodnim putem boriti protiv te zaraze.[473] Zapravo, Hansenova bolest jedna je od najmanje zaraznih bolesti na svijetu.[472] Nije sigurno je li tzaraath, biblijska bolest koju se često smatra "gubom" i koja je izvor za mnoge mitove o toj bolesti, upravo bolest koju se u današnje doba naziva gubom.[474][475] Zabluda je potekla i iz diskontinuiteta između znanosti i vladine politike. Iako se medicinska zajednica već desetljećima slaže da je Hansenova bolest samo djelomično zarazna, i dalje se nalazi na popisu "zaraznih bolesti od važnosti za javno zdravlje", koji se koristi za odbijanje izdavanja američkog državljanstva na web-stranici za američko državljanstvo i ured za imigraciju, iako je HIV s tog popisa maknut 2010. godine.[476]
- Hrđa ne izaziva tetanus. Bakterija clostridium tetani uglavnom se nalazi na prljavim područjima. Budući da isti uvjeti u kojima se nalazi bakterija tetanusa također uzrokuju hrđanje metala, mnogi povezuju hrđu s tetanusom. Za razmnožavanje bakterije potrebni su hipoksični uvjeti koji se nalaze u propustljivim slojevima hrđe koji nastaju na nezaštićenim predmetima od željeza koji apsorbiraju kisik.[477]
- Običnu prehladu izazivaju mikroorganizmi, a ne niska temperatura, iako niska temperatura može djelomično oslabiti imunosni sustav.[478][479][480][481][482][483]
- Karantena nikad nije bila uobičajena procedura za one koji pate od teške kombinirane imunodeficijencije usprkos načinu na koji je prikazana u filmovima. Transplantacija koštane srži u najranijim mjesecima života standardni je oblik liječenja. Izniman je slučaj Davida Vettera, koji je doista veći dio života proveo zatvoren u sterilnom okruženju jer mu koštana srž nije bile transplantirana do 13. godine (ta je transplantacija, zbog toga što rijetka bolest nije uočena, zapravo ubila Vettera).[484]

### Izumi
- George Washington Carver nije izmislio maslac od kikirikija, iako je navodno otkrio tristo načina za korištenje kikirikija i još sto za soju, pekan i batat.[485][486]
- Thomas Crapper nije izmislio zahod.[487] U vrijeme egejske civilizacije minojska je kraljevska palača u Knosu na Kreti imala "zahod koji se sastojao od drvenog sjedala, zemljanog 'kotla' i krovnog rezervoara koji je bio izvor vode."[488] Preteču suvremenog zahoda izumio je elizabetanski dvoranin John Harington, koji je izbačen s dvora kad je u svojoj knjizi o zahodu ismijavao važnije ljude.[489] Crapper je, međutim, doista povećao popularnost zahoda i zaslužan je za nekolicinu izuma, među kojima je "uređaj bez ventila koji sprečava prljanje vode", koji je omogućio puštanje vode u zahodu tako da ne teče dugo vremena.[490] Riječ crap ("govno") nije nastala iz njegova imena (vidi odsjek Riječi, fraze i jezici).[491]
- Thomas Edison nije izumio električnu žarulju.[492] Međutim, 1880. je godine razvio prvu praktičnu električnu žarulju (za žarnu je nit iskoristio pougljenjeni bambus), a godinu dana kasnije Joseph Swan izumio je još praktičniju žarulju (čija je žarna nit bila od celuloze).
- Henry Ford nije izumio ni automobil ni montažnu traku. Značajno je unaprijedio montažnu traku, katkad vlastitim tehničkim postignućima, ali češće financirajući rad svojih zaposlenika.[493][494] Karlu Benzu (suosnivaču Mercedes-Benza) pripisuju se zasluge za izum prvog modernog automobila,[495] a montažna je traka postojala tijekom povijesti.
- Al Gore nikad nije rekao da je "izumio" internet. Gore je zapravo izjavio "Tijekom moje službe u Kongresu poduzeo sam inicijativu da se napravi internet", time aludirajući na politički rad u razvoju interneta za javnost.[496][497] Gore je izvorni planer Zakona o računalstvu visokih performansi iz 1991., koji je uvelike financirao računalna središta,[498] što je pak dovelo do poboljšanja većeg dijela postojećeg temelja interneta s početka 1990-ih, NSFNet-a,[499] i razvoja NCSA Mosaica, internetskog preglednika koji je popularizirao World Wide Web.[498]
- James Watt nije izmislio parni stroj niti je njegove ideje o pokretanju parnog stroja nadahnulo kuhalo čiji se poklopac otvorio pod pritiskom pare.[500] Watt je poboljšao već komercijalno uspješan Newcomenov stroj tijekom 1760-ih i 1770-ih tako što je napravio manje prepravke koji su postali ključni za njegovo buduće korištenje – pogotovo na vanjskom kondenzatoru kojem je poboljšao efikasnost, a kasnije je radio i na mehanizmu koji je pretvarao recipročno gibanje u rotacijsko; njegov je novi parni stroj zbog toga postao vrlo poznat.[501]

### Znanost o materijalima
- Staklo ne teče na sobnoj temperaturi kao vrlo viskozna tekućina.[502] Iako staklo dijeli određene molekularne karakteristike s tekućinama, na sobnoj je temperaturi amorfna tvar koja počinje teći tek iznad temperature prelaska u staklo,[503] iako se znanstvenici nisu usuglasili oko toga kakva je prava priroda prelaska u staklo.[504] Okna vitražnih prozora često su deblja na dnu nego na vrhu, što se tijekom stoljeća navodilo kao primjer sporog toka stakla. Međutim, ta je neujednačenost prisutna zbog tadašnjeg procesa oblikovanja prozora.[503][504] U ostalim staklenim predmetima iz tog vremena ili čak starijima, kao što su skulpture i optički instrumenti, nema takve anomalije.[503][504][505]
- Većina dijamanata ne nastaje od vrlo stlačena ugljena. Više od 99 posto svih dijamanata nastalo je u vrlo vrućim uvjetima pod velikim tlakom oko 140 kilometara ispod površine Zemlje. Ugljen nastaje iz prethistorijskih biljaka zakopanih mnogo bliže površini i zbog uobičajenih geoloških procesa nije vjerojatno da ga se može naći na više od 3,2 kilometra ispod površine. Većina dijamanata nastala je prije prvih biljaka na zemlji i zbog toga su stariji od ugljena. Dijamanti se mogu razviti iz ugljena na području subdukcije i tijekom udara meteoroida, ali su dijamanti koji nastaju na te načine rijetki, a vjerojatnije je da su izvor ugljika karbonatne stijene i organski ugljik u sedimentima nego sam ugljen.[506][507]

### Matematika
- Iako je grčki filozof Pitagora danas najpoznatiji po svojim navodnim matematičkim otkrićima,[509] povjesničari se ne slažu oko toga je li on sam ikad značajnije doprinio toj disciplini.[509][510] Pitagora zasigurno nije prvi otkrio Pitagorin poučak jer su ga poznavali i koristili Babilonci jedno tisućljeće prije njegova rođenja,[508][509][510] a otkriće poučka nije mu niti bilo pripisano sve do nekoliko stoljeća nakon njegove smrti.[508][509] Pravi, povijesni Pitagora vjerojatno je bio mistik koji je poučavao o teoriji metempsihoze (reinkarnacije).[511]
- Nema dokaza da su stari Grci namjerno dizajnirali Partenon koristeći se načelom zlatnoga reza.[512][513] Partenon je dovršen 438. g. pr. Kr., više od jednog stoljeća prije nego što je Euklid prvi put spomenuo zlatni rez. K tome, u bilješkama uz Vitruvijeva čovjeka Leonardo da Vinci ne spominje zlatni rez, ali opisuje ostale proporcije.[514][515]
- U matematici beskonačni periodični decimalni broj koji se uglavnom zapisuje kao 0,999... jednake je veličine kao broj 1. Iako se čini kao da prikazuje manji broj, 0,999... je simbol za broj 1 na isti način kao što je 0,333 ekvivalentni zapis broja prikazanog razlomkom 1/3.[516][517][518]

### Fizika
- Nije istina da uzgon stvara zrak kojemu je potrebno jednako mnogo vremena na putu iznad i ispod krila aerotijela.[519] Ta je zabluda proširena u skriptama i netehničkim referentnim knjigama, a čak se pojavljuje i u priručnicima za pilotiranje. Zapravo se zrak iznad aerotijela koji stvara uzgon uvijek kreće brže od onoga što implicira zabluda.[519]
- Puhanje iznad zakrivljenog komadića papira ne demonstrira Bernoullijevu jednadžbu. Iako se u učionicama taj eksperiment često tako objašnjava,[520] pogrešno je povezati protok na objema stranama papira s Bernoullijevom jednadžbom jer su zrak iznad i ispod papira različita polja protoka, a Bernoullijeva jednadžba jedino se odnosi na unutrašnjost polja protoka.[521] Papir se diže jer zrak prati savijenost papira i u zakrivljenoj strujnici razvit će se razlike u tlaku okomito u odnosu na protok zraka.[522] Bernoullijeva jednadžba pretpostavlja da je smanjenje tlaka povezano s povećanjem brzine, odnosno da se zrak dok se kreće iznad papira ubrzava i kreće brže nego kad je izašao iz ustiju demonstratora, no to nije uočljivo u toj demonstraciji.[523]
- Coriolisov učinak ne tjera vodu na dosljedno istjecanje iz kade u smjeru (obrnutom od) kazaljke na satu ovisno o polutci. Uobičajeni mit često se odnosi na način na koji istječe voda u zahodima i kadama. Rotaciju određuje bilo kakva manja rotacija koja je prisutna u vrijeme početka istjecanja vode. Coriolisov učinak može utjecati na smjer toka vode, ali samo u rijetkim slučajevima. Voda mora biti toliko mirna da učinkovita Zemljina rotacija bude brža od one u vodi u odnosu na njezin spremnik, a vanjski moment sile (koji može izazvati istjecanje preko neujednačenog dna) mora biti vrlo malen.
- Žiroskopski efekti odnosno geometrijska udaljenost nisu nužni čimbenici da bi vozač uravnotežio bicikl ili demonstrirao njegovu stabilnost.[524] Iako žiroskopski efekti i geometrijska udaljenost mogu utjecati na navedene stvari, dokazano je da ti čimbenici nisu ni potrebni ni dovoljni sami po sebi.[524]
- Ideja da munja nikad ne pogađa isto mjesto dvaput jedno je od najstarijih i najpoznatijih praznovjerja o gromovima i munjama. Ne postoji razlog zbog kojeg munja ne bi mogla dvaput udariti u isto mjesto. Veća je vjerojatnost da će oluja na određenom području udariti u objekte i mjesta koja su uočljivija ili koja provode struju. Munja udari u Empire State Building u New York Cityju oko sto puta godišnje.[525][526]
- Penny bačen s Empire State Buildinga neće ubiti osobu niti će prelomiti pločnik (ali mogao bi ozlijediti nekoga).[527]
- Korištenjem mogućnosti vremenskog termostata za ograničavanje grijanja ili hlađenja u privremeno praznoj zgradi ne troši se toliko energije kao kad temperatura ostaje ista. Korištenjem te mogućnosti štedi se energija (pet do petnaest posto) jer je prijenos topline u zgradi ugrubo proporcionalan razlici u temperaturi između vanjskog i unutarnjeg dijela te zgrade.[528][529]

### Psihologija
- Disleksija nije kognitivni poremećaj tipičan po zamjeni slova ili riječi i zrcalnom pisanju. U pitanju je poremećaj kod ljudi barem prosječne inteligencije koji nailaze na teškoće pri slovkanju, brzom čitanju, pisanju riječi, "izgovaranju" riječi u glavi, izgovaranju riječi pri čitanju ili razumijevanju onoga što čitaju. Iako neke disleksične osobe imaju probleme i sa zamjenom slova, to nije isti simptom. Zamjena slova može biti karakteristična u određenim oblicima disleksije, ali sama disleksija ne dijagnosticira se na temelju obrnutog pisanja slova ili riječi.[530][531]
- Nema znanstvenih dokaza koji potvrđuju da odrasle osobe imaju "fotografsko" pamćenje (što je mogućnost osobe da se sjeti slika uz prilično veliku preciznost),[532] ali neka mlađa djeca imaju eidetsko pamćenje.[533] Mnogi su ljudi tvrdili da imaju fotografsko pamćenje, ali istraživanja su pokazala da se dobro sjećaju jer su se služili mnemotehnikama, a ne toliko zbog toga što im je mogućnost detaljnog pamćenja urođena.[534] Postoje rijetki slučajevi individualaca iznimnog pamćenja, ali nitko od njih nema takvo sjećanje koje parira detaljnosti fotografije.
- Shizofrenija ne označava poremećaj podvojene ili višestruke ličnosti – ti poremećaji pripadaju disocijativnim poremećajima osobnosti. Izraz je nastao iz grčkih korijena schizein i phrēn, "podijeliti" i "um", u smislu "podjele mentalnih funkcija" uočenih u simptomima shizofrenije, a ne u smislu podjele ličnosti.[535]
- Sva ljudska bića uče na prilično slične načine.[536] Ne postoje dokazi da ljudi uče na različite načine[536] niti da korištenje različitim tehnikama pomaže u očuvanju informacija.[537]
- Paradoks prijateljstva fenomen je koji je prvi uočio sociolog Scott L. Feld 1991. godine; izjavio je da u prosjeku većina ljudi ima manje prijatelja nego njihovi prijatelji.[538] Taj se paradoks može objasniti oblikom naklonosti u statistici u kojoj za ljude s većim brojem prijatelja postoji veća vjerojatnost da će ih netko drugi smatrati svojim prijateljima. Suprotno, veći broj ljudi smatra da ima više prijatelja od svojih prijatelja.[539]
- Uvriježeno vjerovanje jest da je samoozljeđivanje ponašanje kojim se traži pažnju; u mnogim je slučajevima to netočno. Mnogi ljudi koji se samoozljeđuju stide se svojih rana i ozljeda i osjećaju krivicu zbog takvog ponašanja, zbog čega na sve moguće načine pokušavaju sakriti to ponašanje od drugih ljudi.[540] Mogu ponuditi različita objašnjenja za svoje ozljede ili sakriti rane odjećom.[541][542]

### Transport
- Sanitarne otpadne vode nikad se namjerno ne izbacuju iz letjelica. Sav takav otpad prikuplja se u spremnike i ispražnjava u vozila za prijevoz sanitarnih otpadnih voda.[543] Plavi led nastaje zbog slučajnog curenja otpadnih voda iz spremnika. S druge strane, putnički su vlakovi u povijesti doista izbacivali otpadne vode na prugu; suvremeni vlakovi uglavnom imaju posebne spremnike za otpadnu vodu i zbog toga ju više ne izbacuju na takav način.
- Automobilski akumulatori smješteni na betonskom tlu ne troše se brže nego na ostalim površinama[544] usprkos zabludi raširenoj među Amerikancima da beton šteti akumulatorima.[545] Raniji su akumulatori vjerojatno bili osjetljivi na vlagu na podu jer su njihova kućišta bila propusna i porozna, ali već mnogo godina olovni akumulatori u automobilima imaju neprobojno kućište od polipropilena.[546] Iako je većina suvremenih automobilskih akumulatora zapečaćena i ako ih se pažljivo pohrani i održava iz njih ne curi baterijska kiselina,[547][548] sumporna kiselina u uobičajenim "poplavljenim" olovnim baterijama može iscuriti i uprljati, oštetiti ili nagristi betonsko tlo.[549][550]